# Liste der Biografien/Koni
Liste der Biografien |
Portal Biografien |
Personensuche
# |
A |
B |
C |
D |
E |
F |
G |
H |
I |
J |
K |
L |
M |
N |
O |
P |
Q |
R |
S |
T |
U |
V |
W |
X |
Y |
Z |
?
 
Ka |
Kb |
Kc |
Kd |
Ke |
Kf |
Kg |
Kh |
Ki |
Kj |
Kl |
Km |
Kn |
Ko |
Kp |
Kr |
Ks |
Kt |
Ku |
Kv |
Kw |
Ky |
Kx |
Kz
 
Koa |
Kob |
Koc |
Kod |
Koe |
Kof |
Kog |
Koh |
Koi |
Koj |
Kok |
Kol |
Kom |
Kon |
Koo |
Kop |
Kor |
Kos |
Kot |
Kou |
Kov |
Kow |
Kox |
Koy |
Koz
 
Kona |
Konc |
Kond |
Kone |
Konf |
Kong |
Konh |
Koni |
Konj |
Konk |
Konl |
Konm |
Konn |
Kono |
Konp |
Konr |
Kons |
Kont |
Konu |
Konv |
Konw |
Kony |
Konz
Die Liste der Biografien führt alle Personen auf, die in der deutschsprachigen Wikipedia einen Artikel haben. Dieses ist eine Teilliste mit 642 Einträgen von Personen, deren Namen mit den Buchstaben „Koni“ beginnt.

## Koni
- Koni, Ibrahim al- (* 1948), libyscher Schriftsteller

### Konia
- Koniar, Jakub (* 1993), slowakischer Poolbillardspieler
- Koniarakis, Giorgos (* 1999), zyprischer Diskuswerfer
- Koniaris, Antonis (* 1997), griechischer Basketballspieler
- Koniarsky, Helmut (1913–1991), deutscher Bühnenbildner und Maler
- Koniáš, Antonín (1691–1760), tschechischer Jesuit, Missionar und Schriftsteller

### Konic
- Konica, Faik (1875–1942), albanischer Publizist und Intellektueller
- Koníček, Antonín (* 1952), tschechischer Komponist und Musiker
- Koníček, Miroslav (* 1936), tschechoslowakischer Ruderer
- Konicz, Tomasz (* 1973), polnischer Autor und Journalist

### Konie
- Konie, Gwendoline (1938–2009), sambische Politikerin der Social Democratic Party
- Koniecpolski, Stanisław († 1646), polnischer Magnat, Staatsmann, Hetman und höchster militärischer Führer (Ataman) der Polnisch-Litauischen Union
- Konieczek, Alicja (* 1994), polnische Hindernisläuferin
- Konieczek, Aneta (* 1997), polnische Hindernisläuferin
- Konieczka, Klaus (* 1944), deutscher Fußballspieler
- Konieczka, Manfred (* 1941), deutscher Tischtennisspieler
- Konieczna, Aleksandra (* 1965), polnische Theater- und Filmschauspielerin und Theaterregisseurin
- Konieczna, Klaudia (* 1995), polnische Volleyballspielerin
- Konieczny, Alina (* 1998), deutsche Schauspielerin
- Konieczny, Herbert (* 1931), deutscher Fußballspieler
- Konieczny, Lars (* 1962), deutscher Kognitionswissenschaftler
- Konieczny, Marian (1930–2017), polnischer Bildhauer
- Konieczny, Siegfried (1959–2019), deutscher Politiker (SED, PDS, Die Linke), Landrat
- Konieczny, Tomasz (* 1972), polnischer Opernsänger (Bass/Bassbariton) und SchauspielerTomasz Konieczny (* 1972)

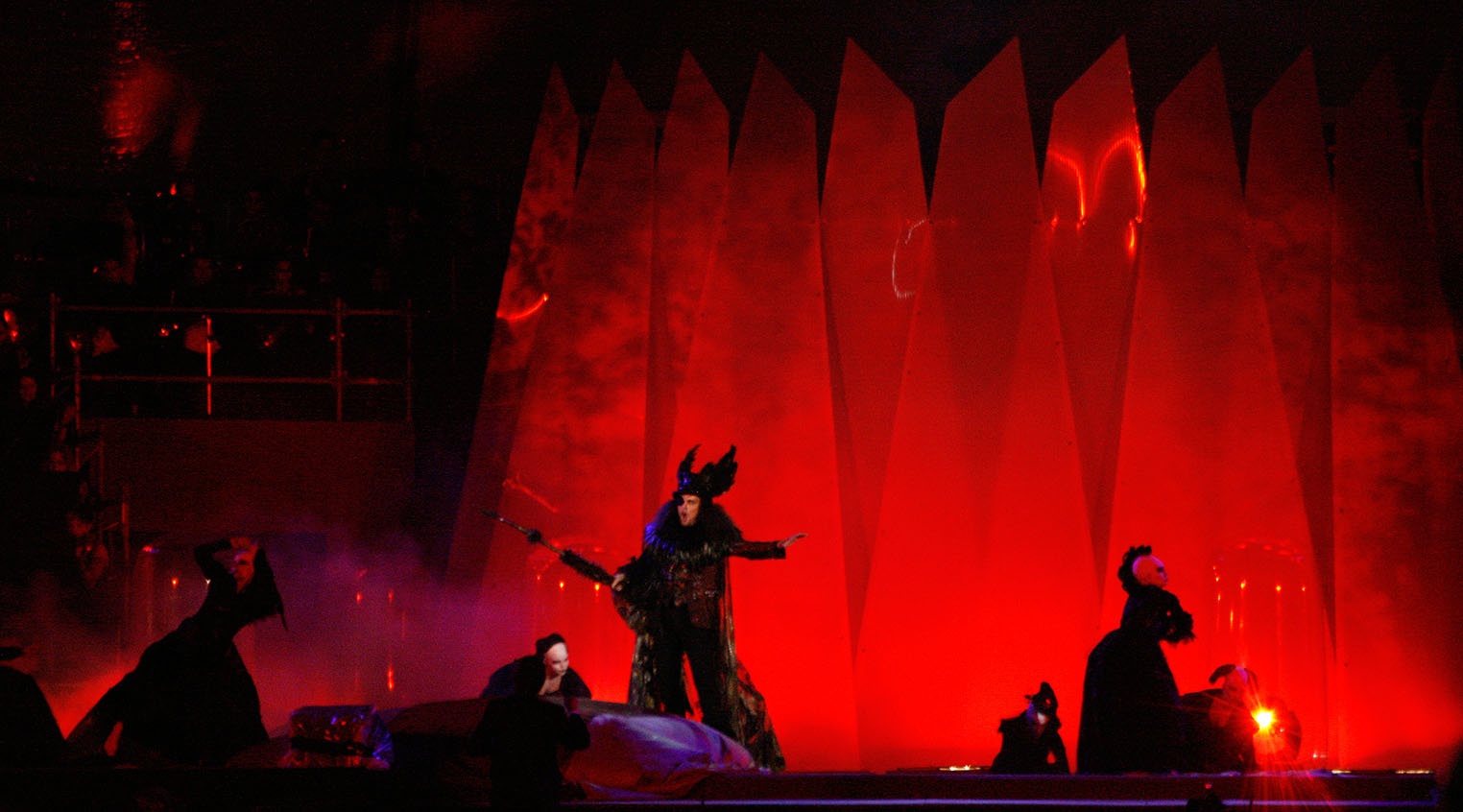
Tomasz Konieczny (* 1972)

- Konieczny, Zygmunt (* 1937), polnischer Komponist
- Koniel, Donna (* 1992), papua-neuguineischer Sprinterin
- Konietschke, Verena (* 1981), deutsche Schauspielerin, Actiondarstellerin und Stuntfrau
- Konietz, Arlen (* 1988), deutscher Schauspieler
- Konietzka, Erich, deutscher Fußballspieler
- Konietzka, Ralf (* 1960), deutscher Fußballspieler und -trainer
- Konietzka, Timo (1938–2012), deutscher Fußballspieler und -trainerTimo Konietzka (1938–2012)

Timo Konietzka (1938–2012)

- Konietzke, Corsin (* 2006), Schweizer Fussballspieler
- Konietzko, Julius (1886–1952), deutscher Kunsthändler und Sammler
- Konietzko, Nikolaus (* 1938), deutscher Arzt
- Konietzko, Thomas (* 1963), deutscher Unternehmer und Sportfunktionär
- Konietzny, Heinrich (1910–1983), deutscher Musiker und Komponist
- Konietzny, Oliver (* 1987), deutscher Schauspieler

### Konig

#### Konig Q
- König Quasi, deutscher Rapper und Sänger

#### Konig, A – Konig, Y

##### Konig, A
- König, Adolf (1850–1900), deutscher Mediziner und Politiker, MdR
- König, Adolf (1904–1991), deutscher Landtechniker
- König, Adolf (1908–2000), Schweizer Geigenbauer
- König, Adrianus Antonie Henri Willem (1867–1944), niederländischer Wasserbauingenieur und Politiker, Wasserbauminister
- König, Albert (1874–1935), Eisenbahnarbeiter und Abgeordneter
- König, Albert (1881–1944), deutscher Maler
- König, Alexander, deutscher Ingenieur, Wissenschaftler, Unternehmer und Professor
- König, Alexander (1873–1928), deutscher Kaufmann, Fabrikant und Mäzen
- König, Alexander (* 1961), deutscher Politiker (CSU), MdL
- König, Alexander (* 1966), deutscher Eiskunstläufer und EiskunstlauftrainerAlexander König (* 1966)
- König, Alexander (* 1976), deutscher Maler

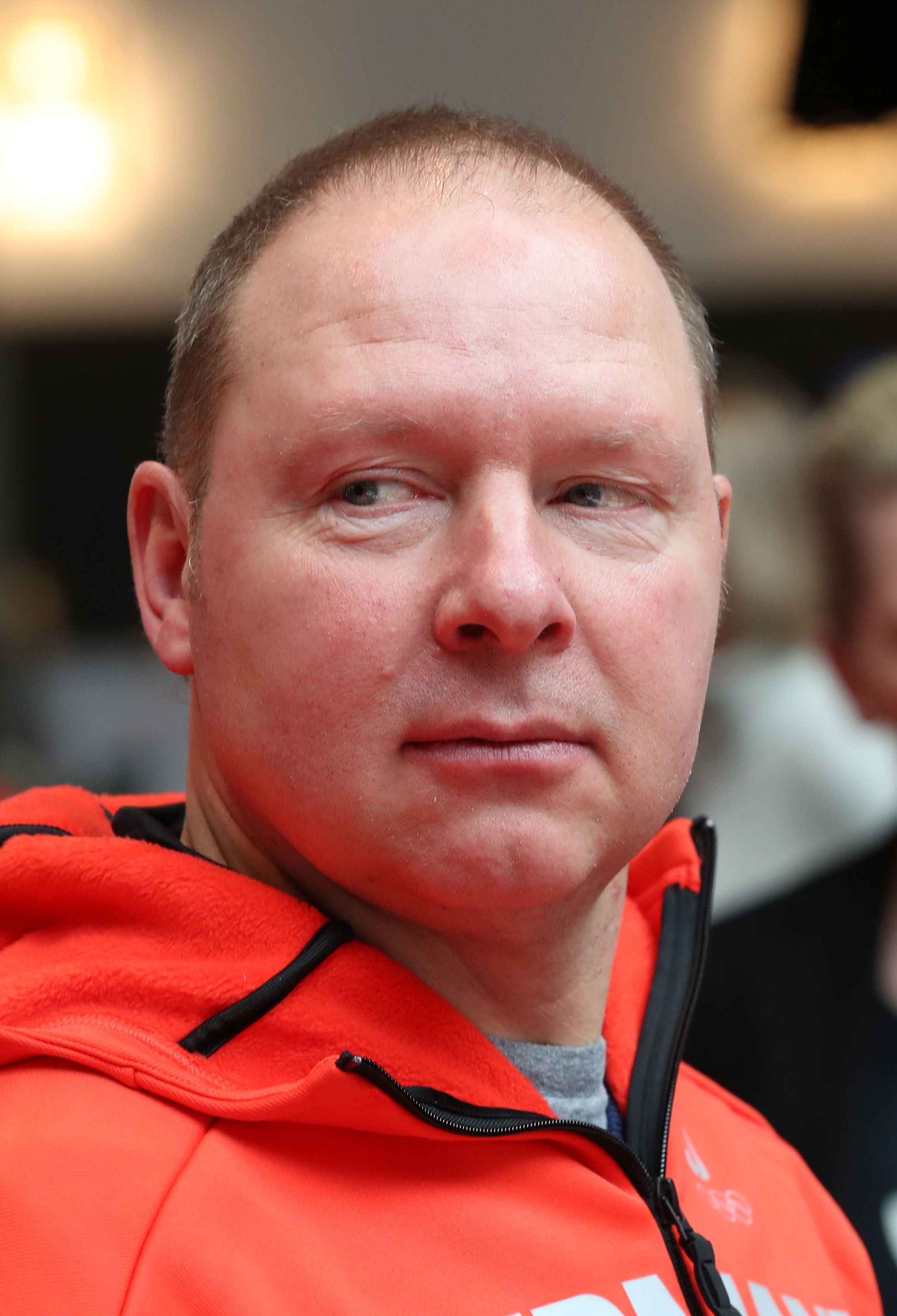
Alexander König (* 1966)

- König, Alfred (1913–1987), österreichischer Sprinter
- König, Alissa (* 1996), Schweizer Triathletin
- König, Anna (* 1980), deutsche Schauspielerin und Sprecherin
- König, Anne (* 1959), deutsche Ingenieurin, Bildungswissenschaftlerin und Hochschullehrerin
- König, Anne (* 1984), deutsche Politikerin (CDU), MdB
- König, Annemarie (* 1980), österreichische Sängerin, Gitarristin und Komponistin
- König, Anselm (* 1957), deutscher Komponist
- König, Anton Balthasar (1693–1773), deutscher Kupferstecher
- König, Anton Balthasar (1753–1814), deutscher Historiker, Genealoge und Beamter
- König, Anton Friedrich (1722–1787), deutscher königlicher Hofminiaturbildnismaler
- König, Anton Friedrich (1756–1838), deutscher Medailleur, Bildhauer und Kupferstecher
- König, Arthur (1843–1921), deutscher Theologe und Hochschullehrer
- König, Arthur (1856–1901), deutscher Physiker
- König, Arthur (1859–1945), preußischer Oberlandforstmeister
- König, Arthur (* 1876), deutscher Politiker und Abgeordneter (SPD, SED)
- König, Arthur (* 1950), deutscher Politiker (CDU), MdL, Oberbürgermeister der Hansestadt Greifswald
- König, August (1844–1913), deutscher Hochschullehrer für Mineralogie und Metallurgie

##### Konig, B
- König, Balthasar (1684–1756), deutscher Orgelbauer
- König, Barbara, deutsche Informatikerin und Hochschullehrerin
- König, Barbara (1925–2011), deutsche Schriftstellerin sowie Hörspiel- und Drehbuchautorin
- König, Barbara (* 1955), deutsche Biologin
- König, Barbara (* 1969), deutsche Politikwissenschaftlerin und politische Beamtin (SPD)
- König, Benedikt (1842–1906), deutscher Bildhauer, Bildschnitzer, Gießer und Modelleur
- König, Benno (1885–1912), deutscher Luftfahrtpionier
- König, Benthe (* 1998), niederländische Kugelstoßerin
- König, Bernhard (1847–1926), deutscher Apotheker und Landtagsabgeordneter
- König, Bernhard (1914–2011), Schweizer Arzt und Politiker (NA, Republikaner)
- König, Bernhard (1932–2024), deutscher Hochschullehrer; Ordinarius und Rektor an der Universität Köln
- König, Bernhard (* 1948), österreichischer Rechtswissenschaftler und Hochschullehrer
- König, Bernhard (* 1967), deutscher Komponist
- König, Berthold (1875–1954), österreichischer Politiker (SPÖ), Abgeordneter zum Nationalrat
- König, Bettina (* 1978), deutsche Politikerin (SPD), MdA
- König, Bruno Emil (1833–1902), deutscher Sachbuchschriftsteller
- König, Burkhard (* 1961), deutscher Politiker (CDU), Bürgermeister der Stadt Schmallenberg
- König, Burkhard (* 1963), deutscher Chemiker

##### Konig, C
- König, Carlo (1900–1970), Schweizer Maler, Grafiker, Holzschneider und Mosaikkünstler
- König, Caspar (1675–1765), deutscher Orgelbauer
- König, Charles (1774–1851), deutsch-britischer Naturforscher
- König, Christa (* 1962), deutsche Afrikanistin
- König, Christian Ludwig (1717–1789), deutscher Orgelbauer
- König, Christiane (1932–2024), deutsche Schauspielerin und TänzerinChristiane König (1932–2024)

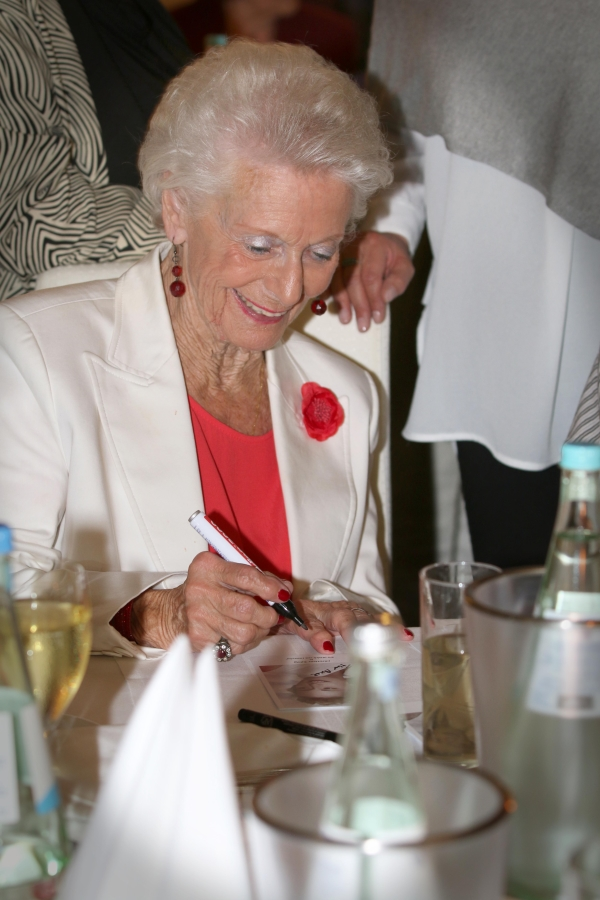
Christiane König (1932–2024)

- König, Christoph (1882–1944), deutscher Schulpolitiker und Landtagsabgeordneter (SPD)
- König, Christoph (* 1956), deutscher Germanist und Professor an der Universität Osnabrück
- König, Christoph (* 1968), deutscher Dirigent
- König, Christoph (* 1979), österreichischer Eishockeyspieler
- König, Christoph Gotthelf (1765–1832), deutscher Pädagoge und Philologe
- König, Cindy (* 1993), deutsche Fußballspielerin
- König, Claus (* 1933), deutscher Ornithologe
- König, Claus-Dieter, deutscher Politikwissenschaftler und Politiker
- König, Coco, österreichisch-ungarische Schauspielerin
- König, Cristin (* 1965), deutsche Schauspielerin

##### Konig, D
- König, Dagmar (* 1955), deutsche Gewerkschafterin und Politikerin (CDU)
- König, Dania (* 1978), deutsche Musikerin, Songwriterin und Sängerin
- König, Daniel (* 1976), deutscher Historiker
- König, Daniela D. (* 1978), deutsche Schauspielerin
- Kőnig, Dénes (1884–1944), ungarischer Mathematiker
- König, Detlef (1938–1981), deutscher Rechtswissenschaftler und Hochschullehrer
- König, Dieter (1931–1991), deutscher Motorenbauer und Bootsrennfahrer
- König, Dieter (* 1946), deutscher Schriftsteller, Journalist, Herausgeber und Verleger
- König, Dietmar (* 1969), deutscher Schauspieler
- König, Dorette (* 1964), deutsche Managerin und Staatssekretärin (Brandenburg)
- König, Doris (* 1957), deutsche Juristin und Rechtswissenschaftlerin

##### Konig, E
- König, Eberhard (1871–1949), deutscher Schriftsteller
- König, Eberhard (* 1947), deutscher Kunsthistoriker
- König, Eckard (* 1944), deutscher Erziehungswissenschaftler
- König, Edmund (1858–1939), deutscher Pädagoge, Kommunalpolitiker und Philosoph
- König, Eduard (1846–1936), deutscher Theologe und Sprachwissenschafter
- König, Ekkehard (* 1941), deutscher Philologe
- König, Elfi (1905–1991), österreichische Operettensängerin und Schauspielerin
- König, Elke (* 1954), deutsche Diplom-Kauffrau, Wirtschaftsprüferin und Präsidentin der BaFin
- König, Elke (* 1956), deutsche Lehrerin, Präses der Pommerschen Evangelischen Kirche (1998–2006)
- König, Emanuel (1658–1731), Schweizer Physiker und Mediziner
- König, Emil (1899–1943), österreichischer Straßenbahnwerkstättenarbeiter und Widerstandskämpfer gegen den Nationalsozialismus
- König, Erhard (1900–1966), deutscher Kommunist und Funktionär der Volkspolizei
- König, Erich (1881–1940), deutscher Historiker
- König, Erinna (1947–2021), deutsche Malerin, Bildhauerin und Objektkünstlerin
- König, Ernst (1869–1924), deutscher Chemiker
- König, Ernst (1898–1945), deutscher Widerstandskämpfer gegen den Nationalsozialismus
- König, Ernst (1908–1986), deutscher Offizier, zuletzt Generalmajor im Zweiten Weltkrieg
- König, Ernst (* 1959), deutscher Eishockeyspieler
- König, Ernst-August (1919–1991), deutscher SS-Rottenführer im Konzentrationslager Auschwitz
- König, Eugen (1896–1985), deutscher Offizier, zuletzt Generalleutnant im Zweiten Weltkrieg
- König, Eva (1736–1778), Ehefrau von Gotthold Ephraim Lessing
- König, Evelin (* 1966), deutsche FernsehmoderatorinEvelin König (* 1966)

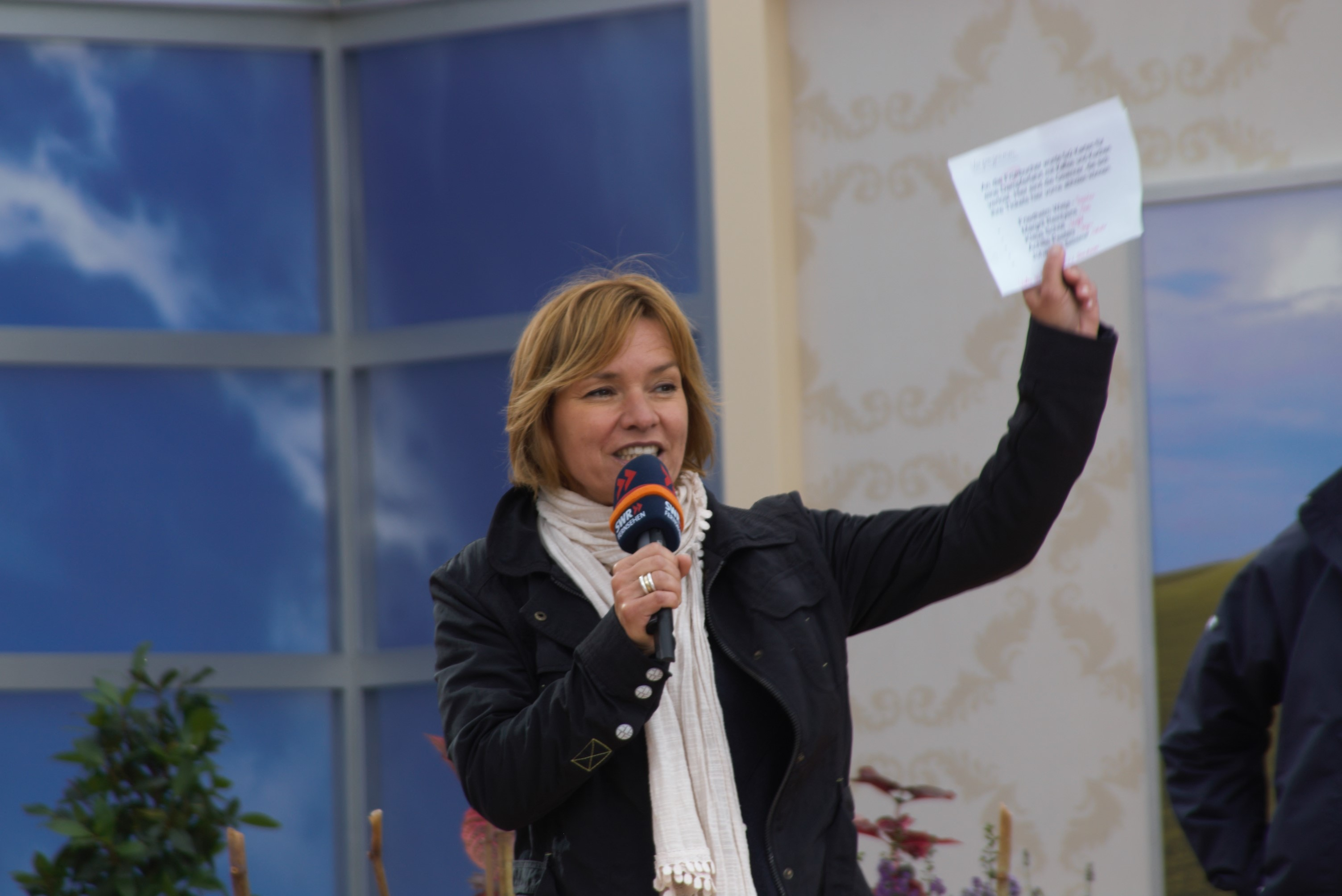
Evelin König (* 1966)

- König, Ewald (* 1954), österreichischer Journalist und Autor
- König, Ewald (* 1968), österreichischer Politiker
- König, Ewald August (1833–1888), deutscher Schriftsteller und Kaufmann

##### Konig, F
- König, Felix (* 1990), deutscher Handballspieler
- König, Florian (* 1967), deutscher Moderator und SportreporterFlorian König (* 1967)

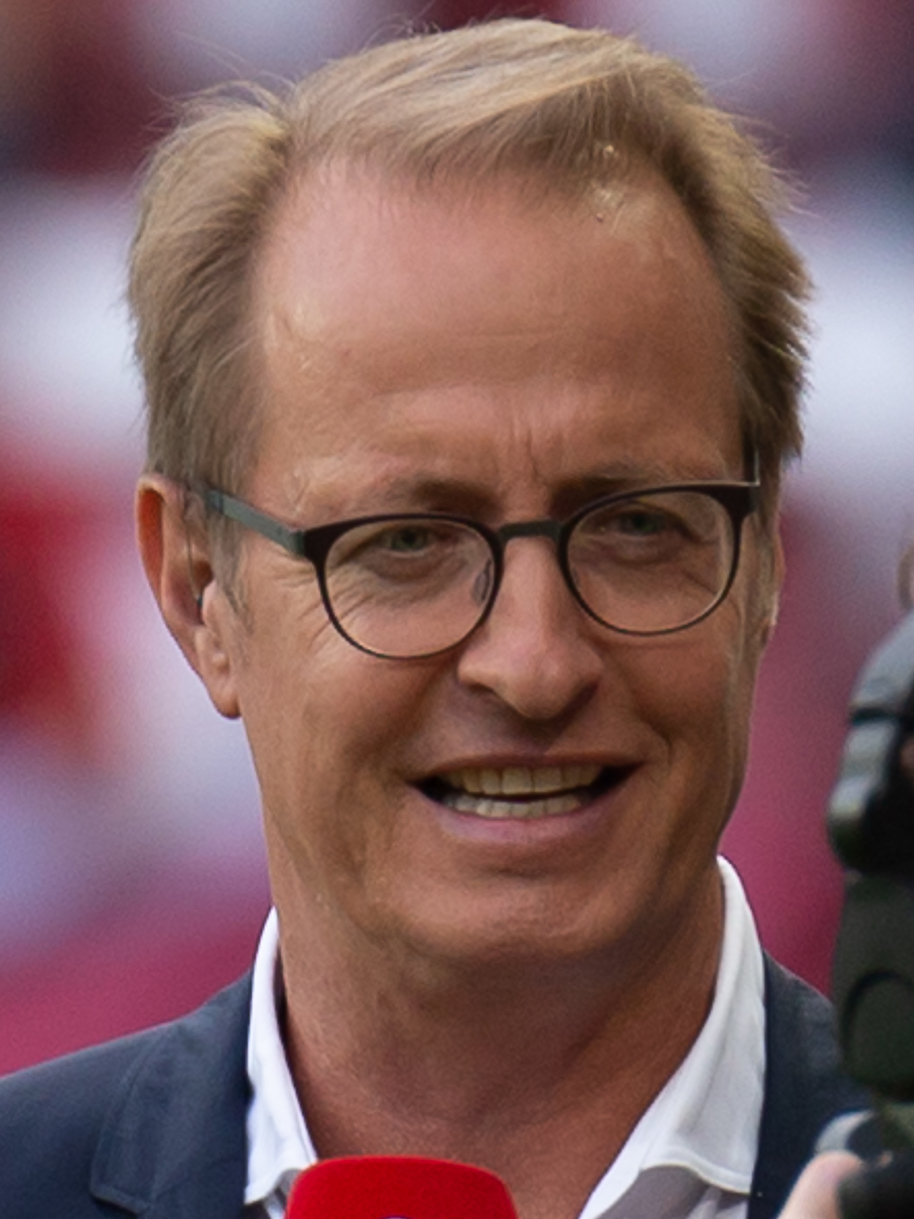
Florian König (* 1967)

- König, Franz (1832–1910), deutscher Chirurg und Hochschullehrer
- König, Franz (1905–2004), österreichischer Kardinal und Erzbischof
- König, Franz M. (* 1982), deutscher Rennrodler
- König, Franz Niklaus (1765–1832), Schweizer Genre- und Porträtmaler
- König, Franz Peter (1594–1647), Freiburger Söldnerführer, Baron von Billens, Schultheiss von Freiburg i. Üe.
- König, Franz Xaver († 1782), Salzburger Rokokomaler
- König, Franziska (* 1990), deutsche Tennisspielerin
- König, Friedhelm (1931–2020), deutscher Berufsschullehrer und Autor evangelistischer Literatur
- König, Friedrich (1835–1914), deutscher evangelischer Geistlicher und Präses der Westfälischen Provinzialsynode der Evangelischen Kirche Preußens
- König, Friedrich (1857–1935), deutscher Politiker (NLP, DDP)
- König, Friedrich (1933–2022), österreichischer Politiker (ÖVP), Abgeordneter zum Nationalrat, MdEP
- König, Friedrich Anton (1794–1844), deutscher Medailleur
- König, Friedrich von († 1816), württembergischer und badischer Beamter
- König, Friedrich Wilhelm (1897–1972), österreichischer Altorientalist
- König, Fritz (1866–1952), deutscher Chirurg und Hochschullehrer

##### Konig, G
- König, Gabriela (* 1952), deutsche Politikerin (FDP), MdL
- König, Gebhard (* 1950), österreichischer Bibliothekar und Buchautor
- König, Georg (1590–1654), deutscher lutherischer Theologe
- König, Georg (1861–1938), deutscher Jurist und Politiker
- König, Georg (1897–1976), deutscher Landwirt und Politiker (FDP, DVP), MdL
- König, Georg (1911–1999), deutscher SS-Hauptscharführer
- König, Georg Friedrich (1781–1848), deutscher Rechtsanwalt und politischer Schriftsteller des Vormärz
- König, Georg Ludwig (1766–1849), deutscher Klassischer Philologe
- König, Georg Matthias von (1757–1825), bayerischer Großhändler und Ratsherr in Kempten
- König, Georg Otto Dietrich (1783–1856), deutscher lutherischer Theologe, Superintendent und Autor
- Konig, George (1856–1913), US-amerikanischer Politiker
- König, Gerd (1930–2009), stellvertretender Außenminister und Botschafter der DDR
- König, Gerda (* 1966), deutsche Tänzerin und Choreographin
- König, Gerhard (* 1957), österreichischer Schauspieler
- König, Gert (1934–2021), deutscher Bauingenieur und Hochschullehrer
- König, Gottlob (1779–1849), deutscher Forstwissenschaftler
- König, Götz von (1849–1934), preußischer General der Kavallerie im Ersten Weltkrieg
- König, Gunda (* 1945), österreichische Schauspielerin und Sängerin
- König, Günter (1926–1998), deutscher Schauspieler, Sprecher und Opernsänger
- König, Günter (1933–2015), deutscher Politiker (SPD)
- König, Gustav (1808–1869), deutscher Maler
- König, Gustav (1863–1934), Schweizer Politiker
- König, Gustav (1910–2005), deutscher Dirigent und Generalmusikdirektor in Essen
- König, Gustav Adolf (1890–1963), deutscher Landrat
- König, Gustav von (1812–1885), deutscher Jurist und Politiker, MdR, Oberappellationsrat, MdL (Königreich Sachsen)

##### Konig, H
- König, Hannes (1908–1989), deutscher Maler und Zeichner und Kunstmanager in München
- König, Hanns (1904–1939), deutscher Politiker (NSDAP), MdR, SA-Oberführer, Adjutant von Julius Streicher
- König, Hans (1910–2002), deutscher Physiker
- König, Hans (1913–2005), deutscher Bildhauer
- König, Hans (1916–1999), deutscher Politiker (SPD), MdL
- König, Hans (1925–2007), deutscher Autor und fränkischer Mundartdichter
- König, Hans (1947–2024), österreichischer Autor und Politiker (SPÖ), Landtagsabgeordneter
- König, Hans Günter (1925–2007), deutscher Kunstdidaktiker und Maler
- König, Hans H. (1912–2003), deutscher Drehbuchautor, Produzent und Filmregisseur
- König, Hans Konrad (1923–2016), deutscher Spitzenbeamter in der Gründungsphase der Europäischen Union, Generalsekretär der Internationalen Handelskammer und Kunstsammler und Mäzen
- König, Hans Walter (1921–2009), deutscher Kommunalpolitiker (CDU)
- König, Hans Wilhelm (1912–1991), deutscher SS-Führer und Arzt im KZ Auschwitz
- König, Hans-Joachim (* 1941), deutscher Historiker und Hochschullehrer
- König, Hans-Jörg (* 1942), deutscher Pädagoge, letzter Präsident der Akademie der Pädagogischen Wissenschaften der DDR
- König, Hans-Peter, deutscher Opernsänger der Stimmlage Bass
- König, Hansjörg (* 1959), deutscher Politiker, Staatssekretär in Sachsen
- König, Hartmut (* 1947), deutscher Liedermacher und FDJ- und SED-Funktionär in der DDRHartmut König (* 1947)

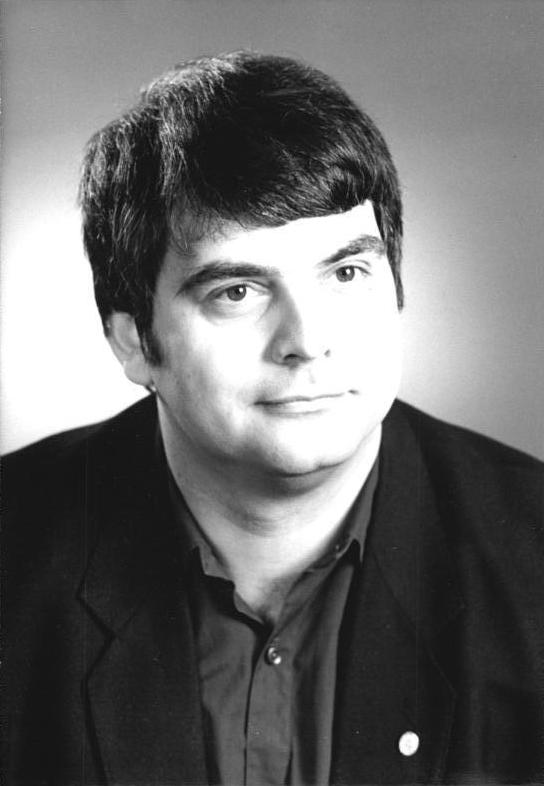
Hartmut König (* 1947)

- König, Hartwig (* 1963), deutscher Filmproduzent
- König, Hein (1891–1971), deutscher Kunstmaler
- König, Heinrich (1886–1943), deutscher Kommunalpolitiker (SPD) und Widerstandskämpfer
- König, Heinrich (1889–1966), deutscher Unternehmer und Autor
- König, Heinrich (1900–1942), römisch-katholischer Priester und Gegner des nationalsozialistischen Regimes
- König, Heinrich (1904–1978), deutscher Landrat
- König, Heinrich Johann Otto (1748–1820), deutscher Jurist und Professor
- König, Heinrich Josef (1790–1869), deutscher Autor, Literatur- und Kulturhistoriker
- König, Heinrich Justus (1862–1936), deutscher Maler
- König, Heinz (1927–2002), deutscher Ökonom und Hochschullehrer
- König, Heinz (1929–2024), deutscher Mathematiker
- König, Helmut (1920–2005), deutscher Erziehungswissenschaftler und Bildungshistoriker in der DDR
- König, Helmut (1930–2021), deutscher Liedermacher und Musikherausgeber
- König, Helmut (1934–2017), deutscher Medailleur und Graveur
- König, Helmut (* 1950), deutscher Politologe und Hochschullehrer
- König, Henri (1896–1983), Schweizer Bildhauer
- König, Henry (1936–2025), deutscher Schauspieler, Hörspiel- und Synchronsprecher
- König, Herbert (1820–1876), deutscher Zeichner, Illustrator und Aquarellmaler
- König, Herbert (1912–1992), deutscher Kommunalpolitiker
- König, Herbert (* 1934), deutscher Politiker (CDU), MdBB
- König, Herbert (1944–1999), deutscher Regisseur und Bühnenbildner
- König, Herbert W. (1908–1985), österreichischer Physiker
- König, Hermann (1814–1902), deutscher Jurist und Politiker (NLP), MdR
- König, Hermann (1892–1978), deutscher Mathematiker
- König, Hermann (1925–2012), deutscher Zahnarzt
- König, Hermann (* 1949), deutscher Mathematiker
- König, Hermann Oskar (1907–2001), Schweizer Fotograf, Geschäftsinhaber und Pädagoge
- König, Hermine (1893–1942), deutsche Zeugin Jehovas und Opfer des Nationalsozialismus
- König, Hildegard (* 1954), deutsche Theologin und im speziellen Patrologin

##### Konig, I
- König, Immanuel (1590–1645), lutherischer Theologe, Generalsuperintendent des Stifts Kolberg-Cammin
- König, Imre (1901–1992), ungarisch-jugoslawisch-britisch-amerikanischer Schachspieler
- König, Ingelore (* 1960), deutsche Filmproduzentin und Autorin
- König, Ingemar (* 1938), deutscher Althistoriker
- König, Ingo (* 1934), deutscher Tierzuchtwissenschaftler
- König, Inigo Maximilian (1904–1964), deutscher römisch-katholischer Ordensgeistlicher und Apostolischer Präfekt von Shaowu
- König, Ischi von (1891–1973), deutsche Malerin

##### Konig, J
- König, Jana, deutsche Filmregisseurin und -editorin
- König, Jenny (* 1986), deutsche Schauspielerin
- König, Jens (* 1964), deutscher Journalist und Autor
- König, Jens (* 1965), deutscher Fußballspieler
- König, Johann (1586–1642), deutscher Maler des Barock
- König, Johann (1639–1691), deutscher Orgelbauer
- König, Johann (* 1972), deutscher KomikerJohann König (* 1972)

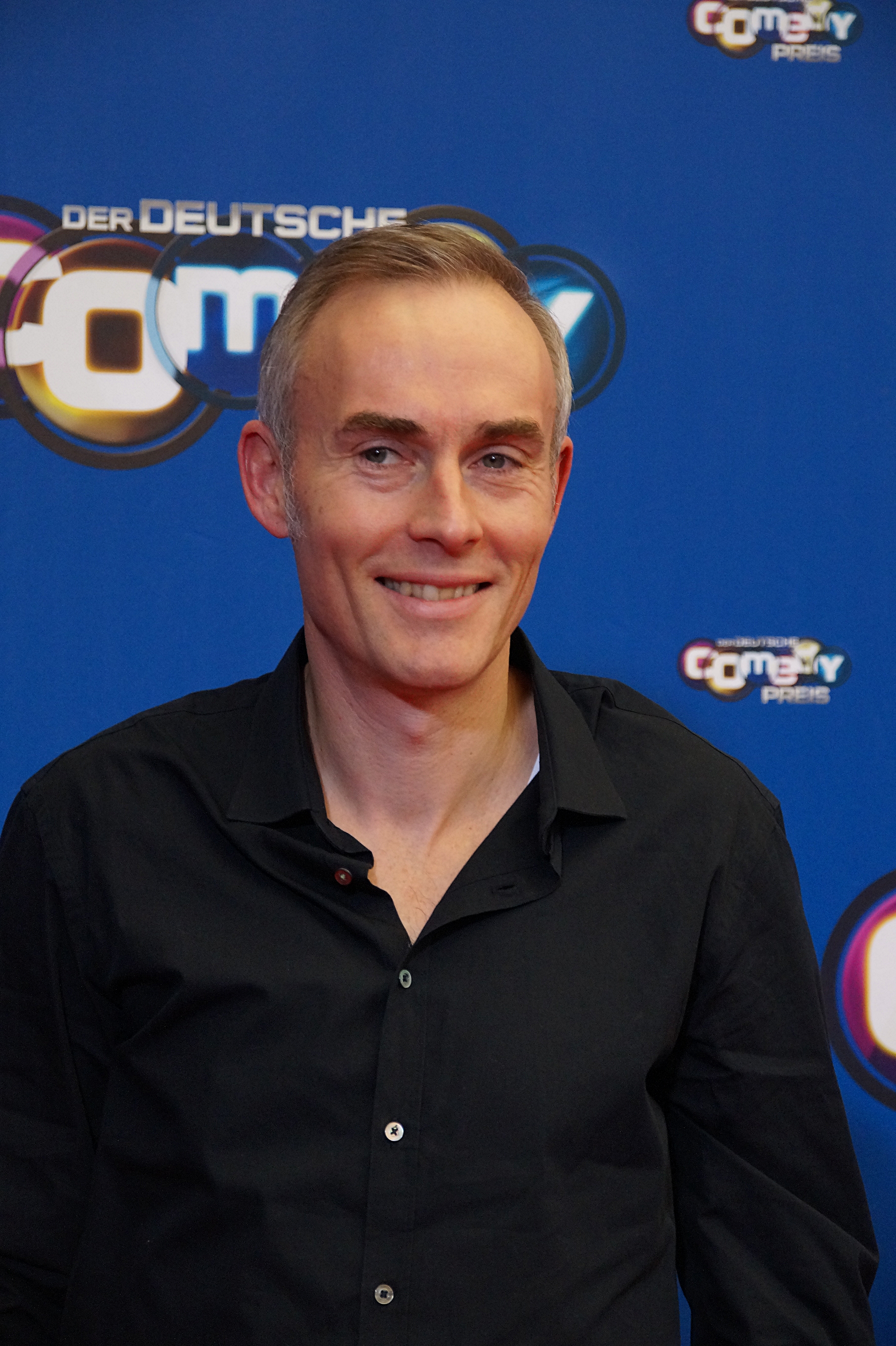
Johann König (* 1972)

- König, Johann (* 1981), deutscher Galerist
- König, Johann Balthasar, deutscher Komponist und Kirchenmusiker
- König, Johann Baptist (1808–1875), Abgeordneter im Landtag des Herzogtums Nassau
- König, Johann Carl (1705–1753), deutscher Rechtswissenschaftler und Hochschullehrer
- König, Johann Christoph (1783–1867), deutscher Königlich Hannoverscher Hof- und Kammermusiker, Flötist und Unternehmer
- König, Johann Friedrich (1619–1664), deutscher lutherischer Theologe
- König, Johann Friedrich (1772–1832), Landtagsabgeordneter Großherzogtum Hessen
- König, Johann Georg (1664–1736), Schweizer katholischer Geistlicher und Gymnasiallehrer
- König, Johann Gerhard (1728–1785), deutscher Botaniker und Arzt
- König, Johann Heinrich (1705–1784), deutscher Holzbildhauer
- König, Johann Heinrich Christoph (1777–1867), deutscher Historienmaler, Porträtmaler und Landschaftsmaler, Radierer und Lithograf, Kunstlehrer und Restaurator
- König, Johann Samuel (1712–1757), deutscher Mathematiker
- König, Johann Ulrich von (1688–1744), deutscher Schriftsteller
- König, Johann-Günther (* 1952), deutscher Schriftsteller und Publizist
- König, Johanna (1921–2009), deutsche Schauspielerin, Tänzerin und Werbe-IkoneJohanna König (1921–2009)

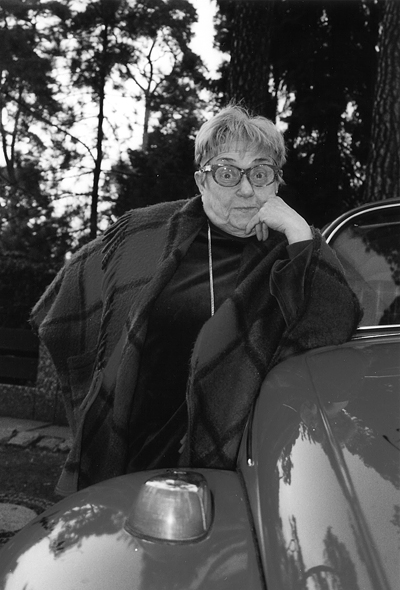
Johanna König (1921–2009)

- König, Johanna (* 1958), österreichische Schriftstellerin
- König, Johannes († 1590), deutscher Rechtswissenschaftler und Syndikus der Universität Tübingen
- König, Johannes (1903–1966), deutscher Politiker und Diplomat (DDR)
- König, Johannes (* 1974), deutscher Erziehungswissenschaftler und Hochschullehrer
- König, Jonny (* 1988), deutscher Schlagzeuger, Musikproduzent
- König, Jörg (1943–1995), deutscher Politiker (SPD), MdHB, Finanzsenator in Hamburg (1983–1984)
- König, Jörn (* 1967), deutscher Schwimmer und Politiker (AfD)
- König, Josef (1889–1959), deutscher SED-Funktionär in der DDR
- König, Josef (1893–1974), deutscher Philosoph
- König, Josef (1898–1973), deutscher Politiker (KPD/SED)
- König, Josef (1904–1945), deutscher römisch-katholischer Geistlicher und Märtyrer
- König, Joseph (1819–1900), deutscher Theologe, Historiker, Hochschullehrer und römisch-katholischer Priester
- König, Joseph (1843–1930), deutscher Chemiker
- König, Joseph (1915–1996), deutscher Historiker und Archivar
- König, Julius (1849–1913), ungarischer Mathematiker
- König, Jürgen (* 1966), österreichischer Boxer

##### Konig, K
- König, Karin (* 1946), deutsche Sozialwissenschaftlerin
- König, Karl (1804–1888), deutscher Pfarrer und Botaniker
- König, Karl (1841–1915), österreichischer Architekt
- König, Karl (1902–1966), österreichischer Heilpädagoge und Begründer der Camphill-Bewegung
- König, Karl (1910–1979), deutscher Politiker (SPD) und Wirtschaftswissenschaftler
- König, Karl (1931–2018), deutscher Arzt, Psychoanalytiker und Buchautor
- König, Karl Gustav (1828–1892), Schweizer Jurist und Politiker (parteilos)
- König, Karl-Christian (* 1983), deutscher Radrennfahrer
- König, Karl-Friedrich (* 1982), deutscher Filmregisseur und -produzent
- König, Karl-Hans (* 1960), deutscher Karatelehrer
- König, Karl-Heinz (* 1920), deutscher Schauspieler bei Bühne, Film und Fernsehen
- König, Karl-Otto (* 1955), deutscher Diplomat
- König, Karla (1889–1963), deutsche Journalistin, Schriftstellerin und Kulturfunktionärin
- König, Karsten (* 1960), deutscher Biophysiker
- König, Kasper (1943–2024), deutscher Kunsthistoriker und -kuratorKasper König (1943–2024)

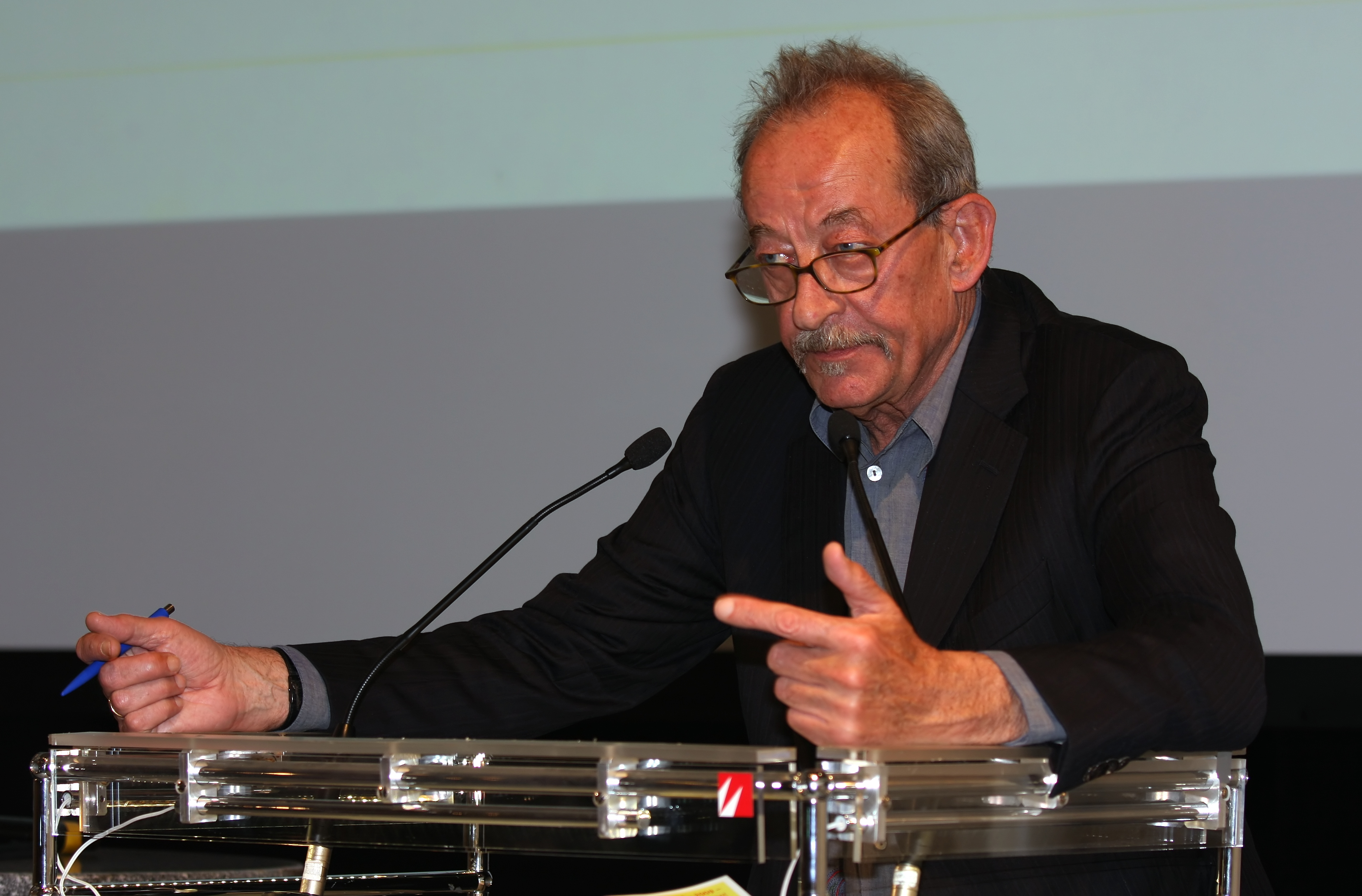
Kasper König (1943–2024)

- König, Kerim (* 1977), deutscher Filmkomponist
- König, Kerstin (* 1990), deutsche Schauspielerin
- König, Klaus (* 1934), deutscher Rechts- und Verwaltungswissenschaftler
- König, Klaus (1934–2025), deutscher Heldentenor
- König, Klaus (1935–2020), deutscher Kameramann
- König, Klaus (* 1959), deutscher Jazzkomponist und -posaunist
- König, Konrad (* 1961), österreichischer Boxer
- König, Kurt (* 1954), deutscher Automobilrennfahrer

##### Konig, L
- König, Lars (* 1971), deutscher Politiker (CDU)
- König, Lennart (* 1996), deutscher Schauspieler
- König, Leo von (1871–1944), deutscher Maler der Berliner Secession
- König, Leopold (* 1987), tschechischer Radrennfahrer
- König, Linda (* 1998), deutsche Schauspielerin
- König, Lore, österreichische Badmintonspielerin
- König, Lothar (1906–1946), deutscher Jesuit und Widerstandskämpfer
- König, Lothar (* 1944), deutscher Politiker (CDU, REP), MdL
- König, Lothar (1954–2024), deutscher evangelischer PfarrerLothar König (1954–2024)

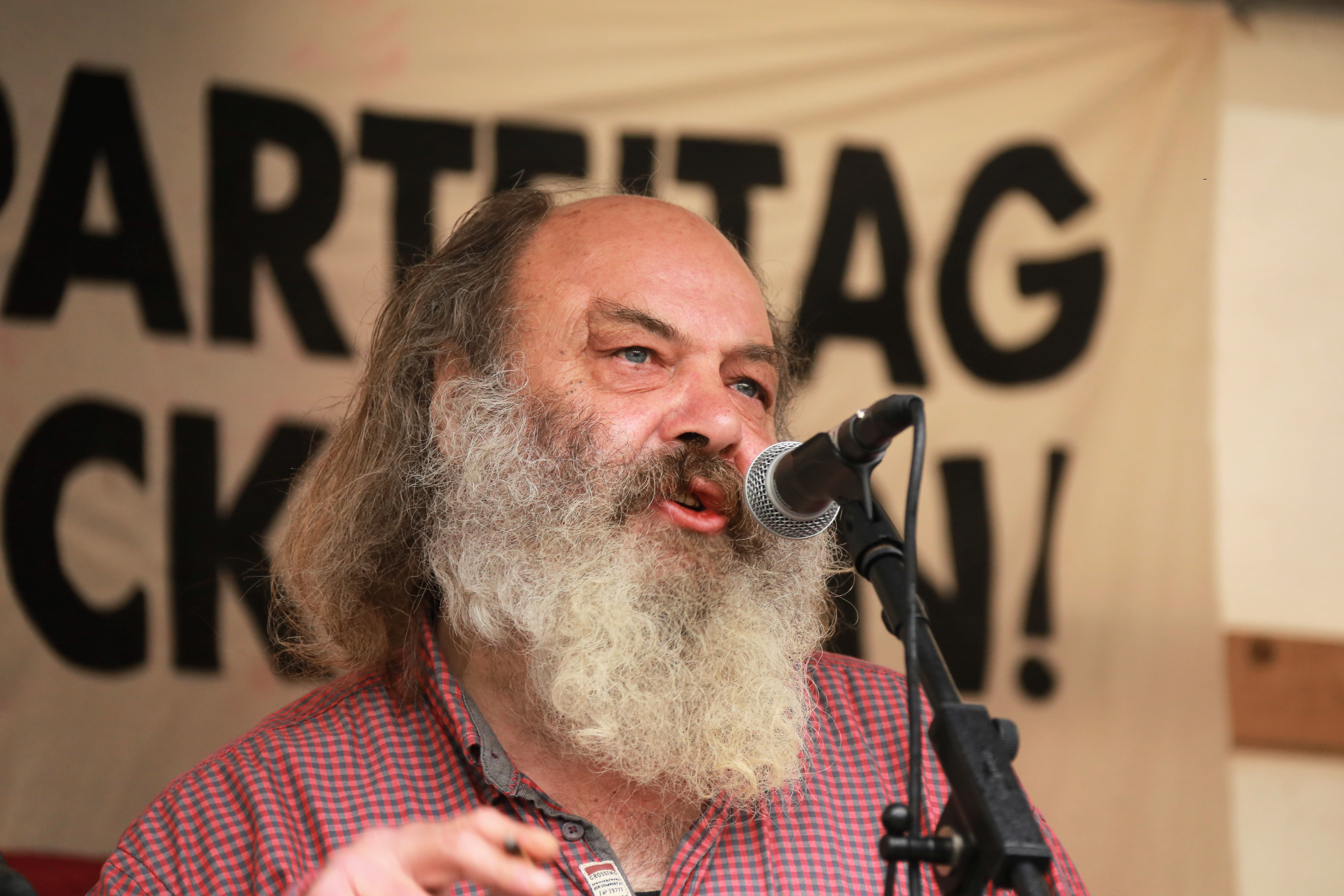
Lothar König (1954–2024)

- König, Lotta, deutsche Fremdsprachendidaktikerin und Hochschullehrerin
- König, Louis (1837–1912), deutscher Schuhfabrikant, Kommerzienrat und Kommunalpolitiker
- König, Ludwig (1891–1974), Keramiker und Industriedesigner
- König, Ludwig (1901–1970), deutscher Gärtnermeister und Bayerischer Senator
- König, Ludwig (1944–2016), deutscher Unternehmer, Initiator der Neuauflage des Uelzischen Armenessens und Monitor der Gertrudenstiftung zu Uelzen
- König, Lukas (* 1988), österreichischer Jazz- und Improvisationsmusiker (Schlagzeug, Keyboard, Komposition)

##### Konig, M
- König, Malte (* 1973), deutscher Historiker
- König, Manfred (1934–1994), deutscher Werbegrafiker
- König, Manfred (1935–2019), deutscher Verwaltungsjurist
- König, Marco (* 1995), deutscher Radrennfahrer
- König, Marcus (* 1980), deutscher Kommunalpolitiker (CSU), Oberbürgermeister der Stadt NürnbergMarcus König (* 1980)

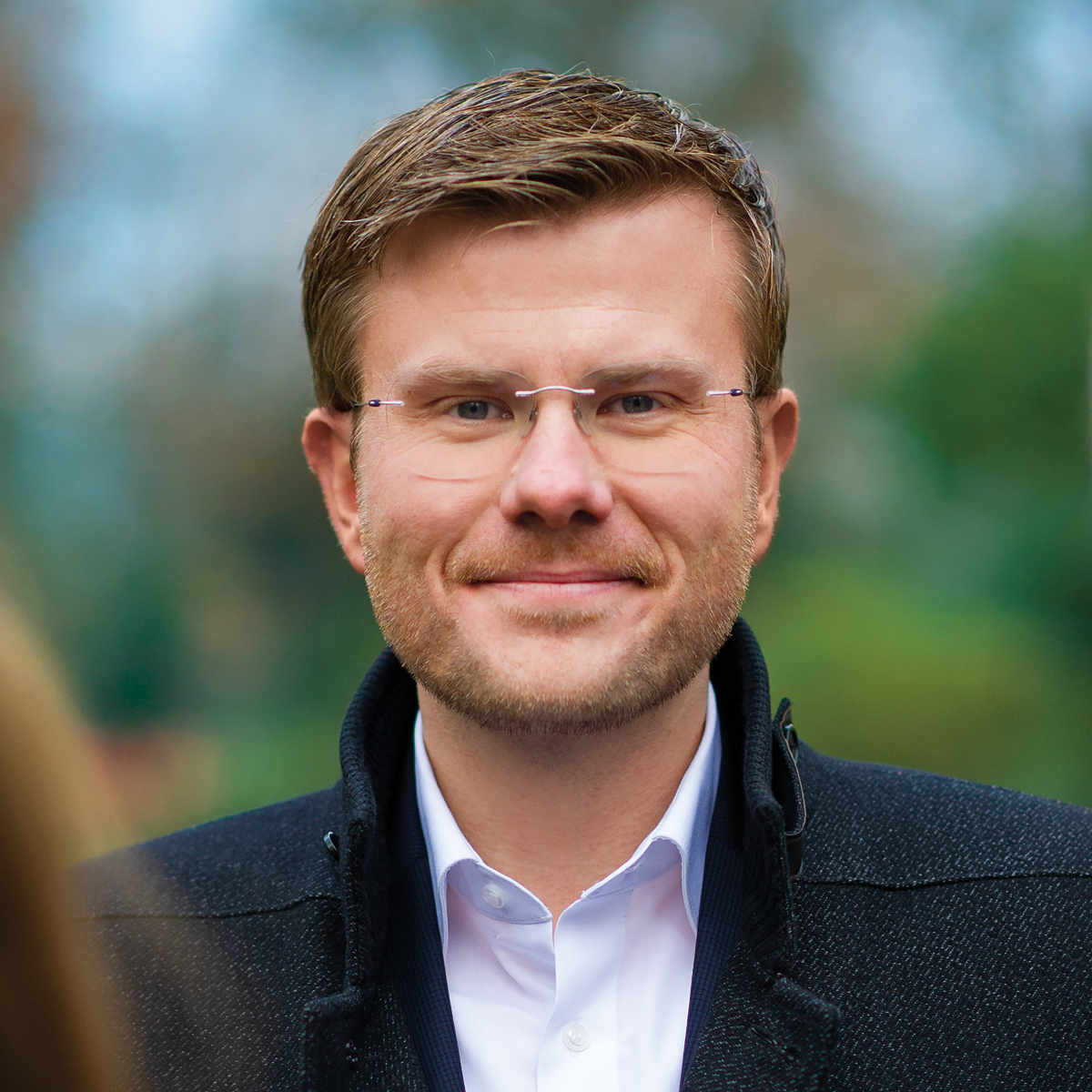
Marcus König (* 1980)

- König, Mareike (* 1970), deutsche Historikerin
- König, Maria Amalia († 1757), Geschäftsfrau
- König, Marianne (* 1954), deutsche Politikerin (Die Linke), MdL
- König, Marie E. P. (1899–1988), deutsche autodidaktische Prähistorikerin, Höhlenforscherin und Münzforscherin
- König, Mario (1947–2019), Schweizer Historiker
- König, Markus (* 1971), deutscher Diplom-Bauingenieur und Hochschulprofessor
- König, Matthias (* 1959), deutscher römisch-katholischer Geistlicher und Weihbischof im Erzbistum Paderborn
- König, Matthias (* 1981), deutscher Radballspieler
- König, Max (1854–1921), deutscher Politiker
- König, Max (1868–1946), deutscher Politiker (SPD/USPD/KPD/SAP), Gewerkschafter und Funktionär des Verbandes Volksgesundheit, MdL Preußen
- König, Max (1868–1941), deutscher Politiker (SPD), MdR
- König, Max (1894–1983), deutscher Unternehmer und Brauereibesitzer
- König, Max (1910–1997), Schweizer Diplomat
- König, Max (1928–2016), deutscher Fußballspieler
- König, Max (* 1988), deutscher Schauspieler
- König, Maximilian (* 2005), deutscher Volleyballspieler
- König, Michael (* 1947), deutscher Schauspieler
- König, Michael (* 1974), deutscher Fußballspieler

##### Konig, N
- König, Nicolas (* 1968), deutscher Schauspieler, Hörspiel- und SynchronsprecherNicolas König (* 1968)

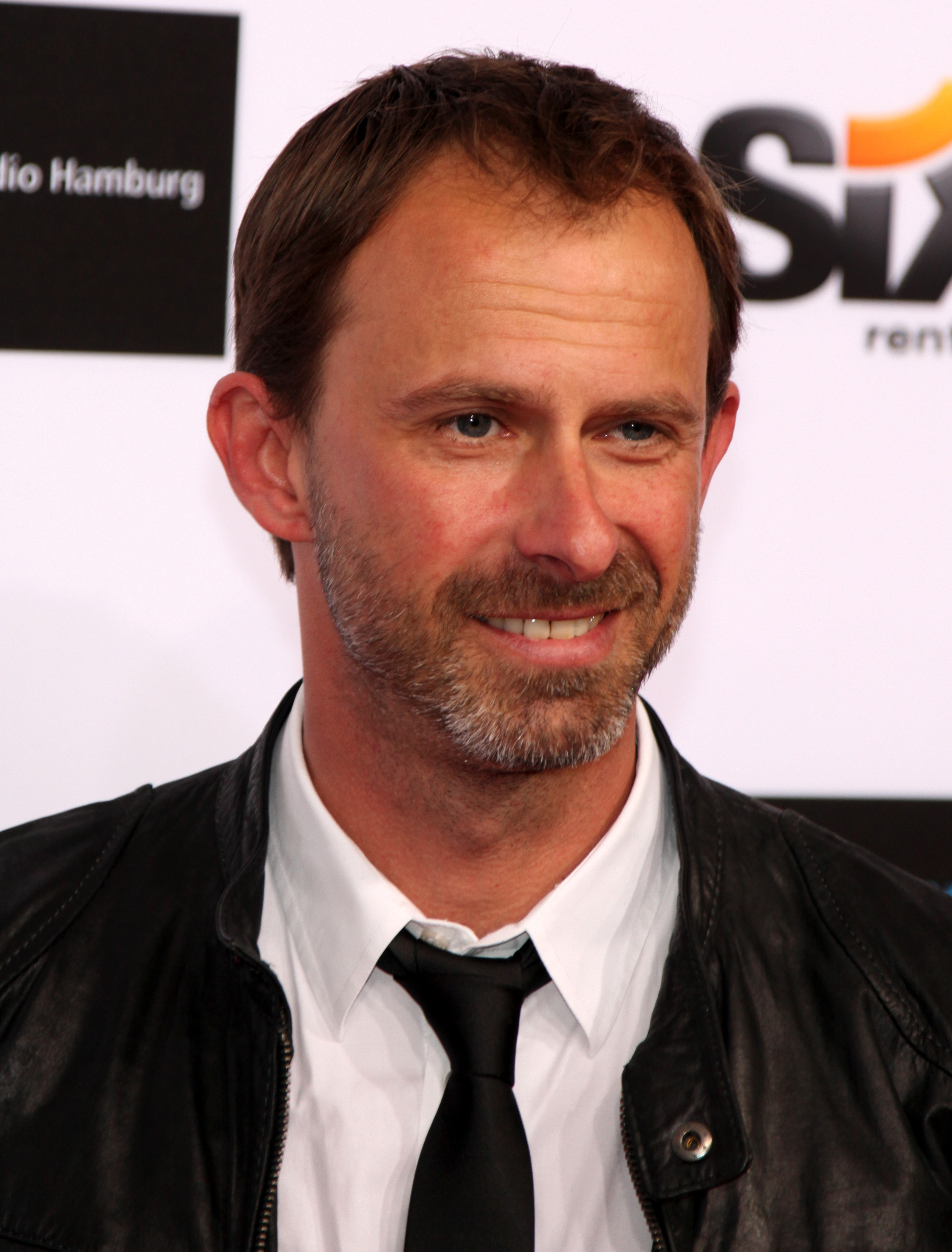
Nicolas König (* 1968)

- König, Norbert (* 1958), deutscher Fernsehmoderator und Sportfunktionär

##### Konig, O
- König, Oliver (* 2002), tschechischer Motorradrennfahrer
- König, Otto (1821–1893), deutscher Jurist und Politiker
- König, Otto (1838–1920), deutscher Bildhauer
- König, Otto (1862–1946), deutscher Schauspieler und Schauspiellehrer
- König, Otto (1882–1932), österreichischer Schriftsteller, Lyriker und Redakteur
- König, Otto (1929–1990), deutscher Chemiker, Generaldirektor des VEB Agrochemie Piesteritz
- König, Otto (1945–2023), deutscher Gewerkschaftsfunktionär (IG Metall)
- König, Ove (1950–2020), schwedischer Eisschnellläufer

##### Konig, P
- König, Paul (1867–1933), deutscher KapitänPaul König (1867–1933)

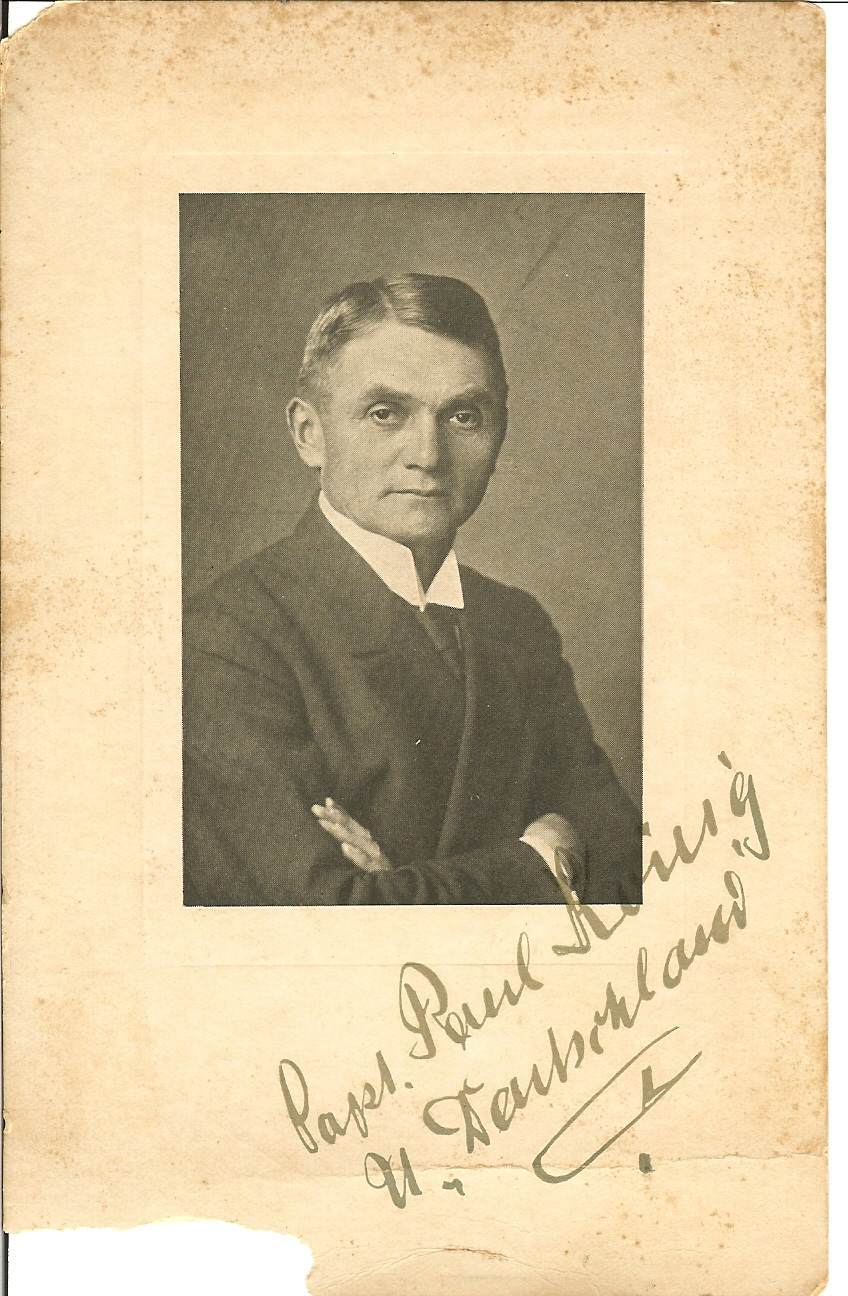
Paul König (1867–1933)

- König, Paul (1933–2024), Schweizer Gymnasiallehrer, Schriftsteller und Übersetzer
- König, Paul Theodor (* 1872), deutscher Porträtmaler
- König, Pauline (1868–1938), deutsche Heimatdichterin
- König, Peter (* 1943), österreichischer Kunsthistoriker und Denkmalpfleger
- König, Peter (* 1956), deutscher Philosoph und Hochschullehrer
- König, Peter (* 1956), deutscher Jurist
- König, Peter (* 1959), deutscher Eisenbahner und Illustrator
- König, Peter (* 1969), deutscher Motorbootrennfahrer
- König, Peter-Robert (* 1959), Schweizer Journalist
- König, Philipp († 1899), Mitglied des Provinziallandtages Hessen-Nassau
- König, Philipp (1781–1852), österreichischer Orgelbauer
- König, Phillip (* 2000), deutscher Fußballspieler
- König, Pia (* 1993), österreichische Tennisspielerin

##### Konig, R
- König, Rainer (1926–2017), deutscher Fotograf
- König, Rainer (* 1953), deutscher Pantomime und Schauspieler
- König, Rainer (* 1958), deutscher Verkehrswissenschaftler und Hochschullehrer
- König, Ralf (* 1960), deutscher Comic-ZeichnerRalf König (* 1960)

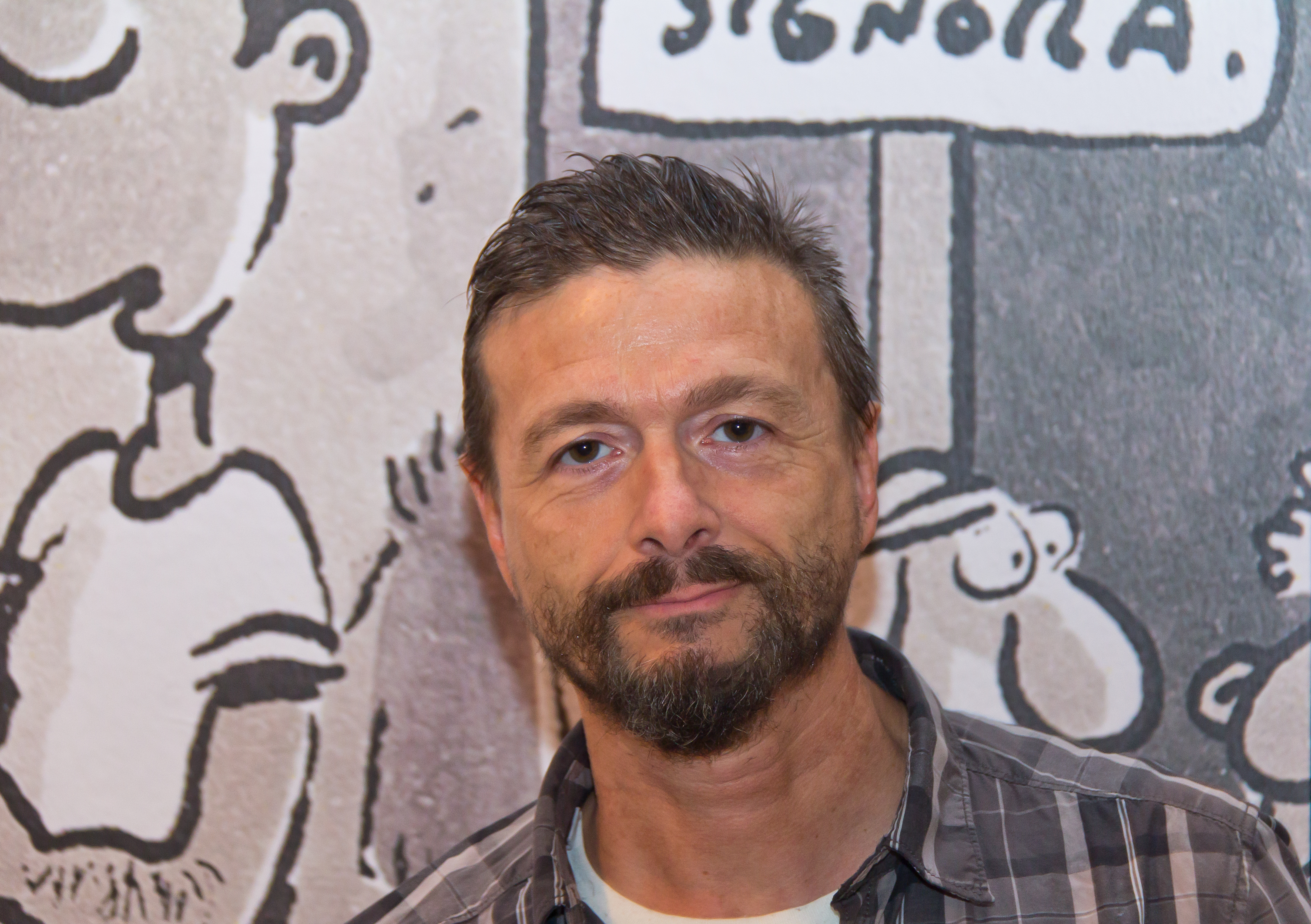
Ralf König (* 1960)

- König, Raphael (* 2004), österreichischer Handballspieler
- König, Regina, deutsche Rennrodlerin
- König, Renate (1928–2024), geschäftsführende Gesellschafterin der König-Brauerei in Duisburg sowie Kunstsammlerin und Mäzenin
- König, René (1906–1992), deutscher Soziologe
- König, René (* 1972), deutscher Biathlet
- König, Richard (1863–1937), deutscher Bildhauer
- König, Richard (1890–1949), Schweizer Politiker (BGB) und Nationalökonom
- König, Richard (1900–1961), deutscher Filmproduzent
- König, Rita (* 1977), deutsche Florettfechterin
- König, Robert (1885–1979), österreichischer Mathematiker
- König, Roderich (1911–1997), deutscher Chemiker
- König, Ronny (* 1983), deutscher FußballspielerRonny König (* 1983)

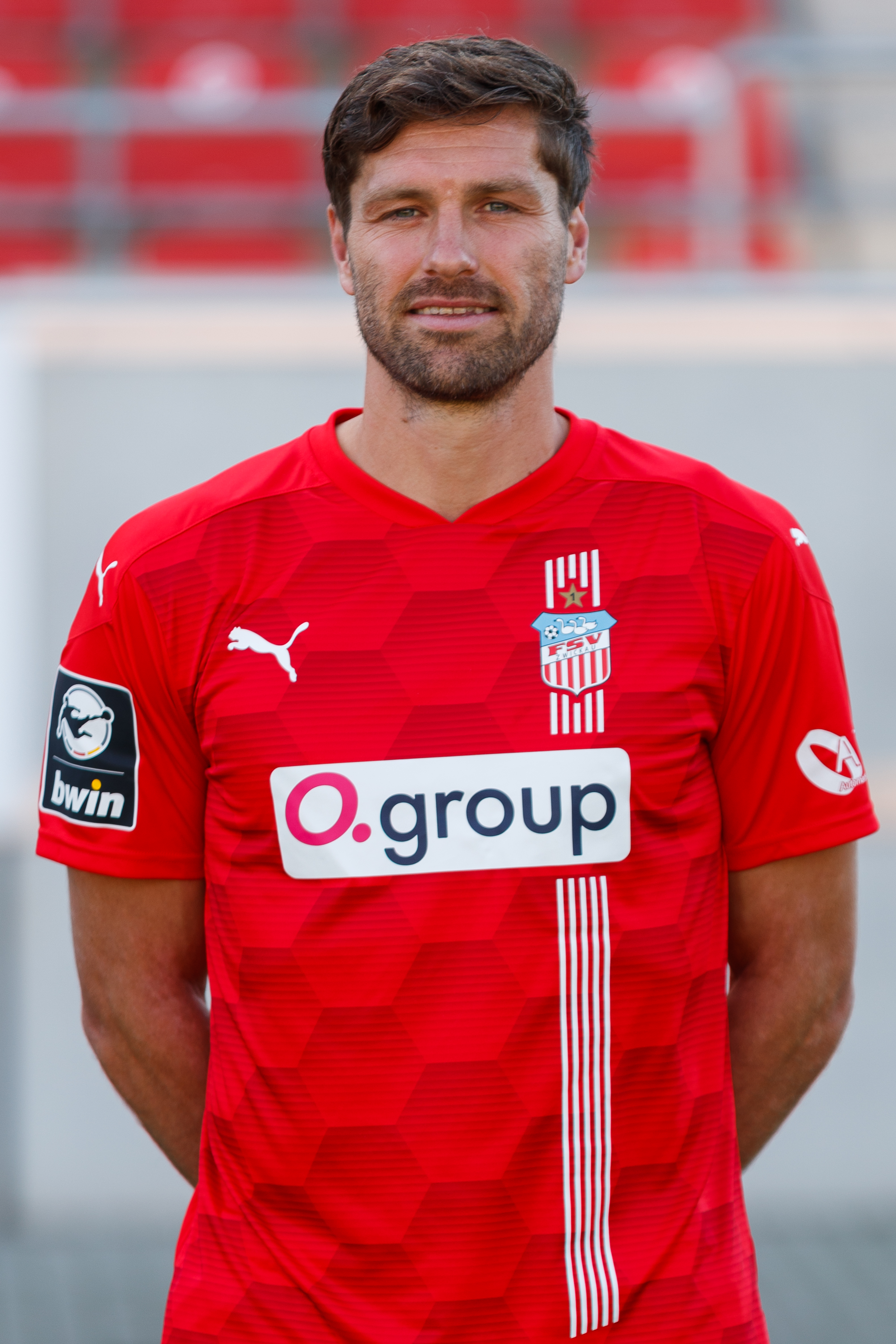
Ronny König (* 1983)

- König, Rüdiger (* 1957), deutscher Diplomat
- König, Rudolf (1865–1927), österreichischer Astronom
- König, Rudolf (* 1957), österreichischer Eishockeyspieler
- König, Rupert (* 1937), österreichischer Boxer

##### Konig, S
- König, Samina (* 1997), deutsche Synchronsprecherin und Webvideoproduzentin
- König, Samuel (1671–1750), Mathematiker, Orientalist und pietistischer Theologe
- König, Sandra (* 1975), österreichische Radio- und Fernsehmoderatorin
- König, Schulamit (* 1930), israelische Generaldirektorin der Vereinigung „People’s Movement for Human Rights“, Menschenrechtspreisträgerin der Vereinten Nationen
- König, Sebastian (* 1981), deutscher Schauspieler
- König, Sebastian (* 1984), deutscher Fernsehmoderator und Schauspieler
- König, Siegfried (* 1943), deutscher Leichtathlet und Kommunalpolitiker (CDU)
- König, Simon (* 1985), österreichischer Radballspieler
- König, Sonja (* 1972), deutsche Archäologin und Leiterin des Archäologischen Dienstes der Ostfriesischen Landschaft
- König, Sophie (1854–1943), Opernsängerin (Sopran) und Theaterschauspielerin
- König, Stefan (* 1959), deutscher Autor
- König, Stefan (* 1974), deutscher Journalist
- König, Stefan (* 1985), deutscher Schauspieler
- König, Steffen (* 1961), deutscher Mathematiker
- König, Stephan (* 1963), deutscher Komponist, Pianist, Dirigent und Jazzmusiker
- König, Stephan (* 1977), deutscher Verwaltungsjurist und politischer Beamter (CDU)
- König, Stephan A. (* 1960), deutscher Neuropädiater und Hochschullehrer
- König, Susann (* 1987), deutsche Biathletin
- König, Susanne (* 1974), deutsche Säbelfechterin
- König, Swen (* 1985), Schweizer Fussballtorhüter

##### Konig, T
- König, Tanja (* 1970), deutsche Leichtathletin
- König, Tanya (* 1987), Schweizer Fernsehmoderatorin
- König, Thadäus (* 1982), deutscher Politiker (CDU), MdL (Thüringen)Thadäus König (* 1982)

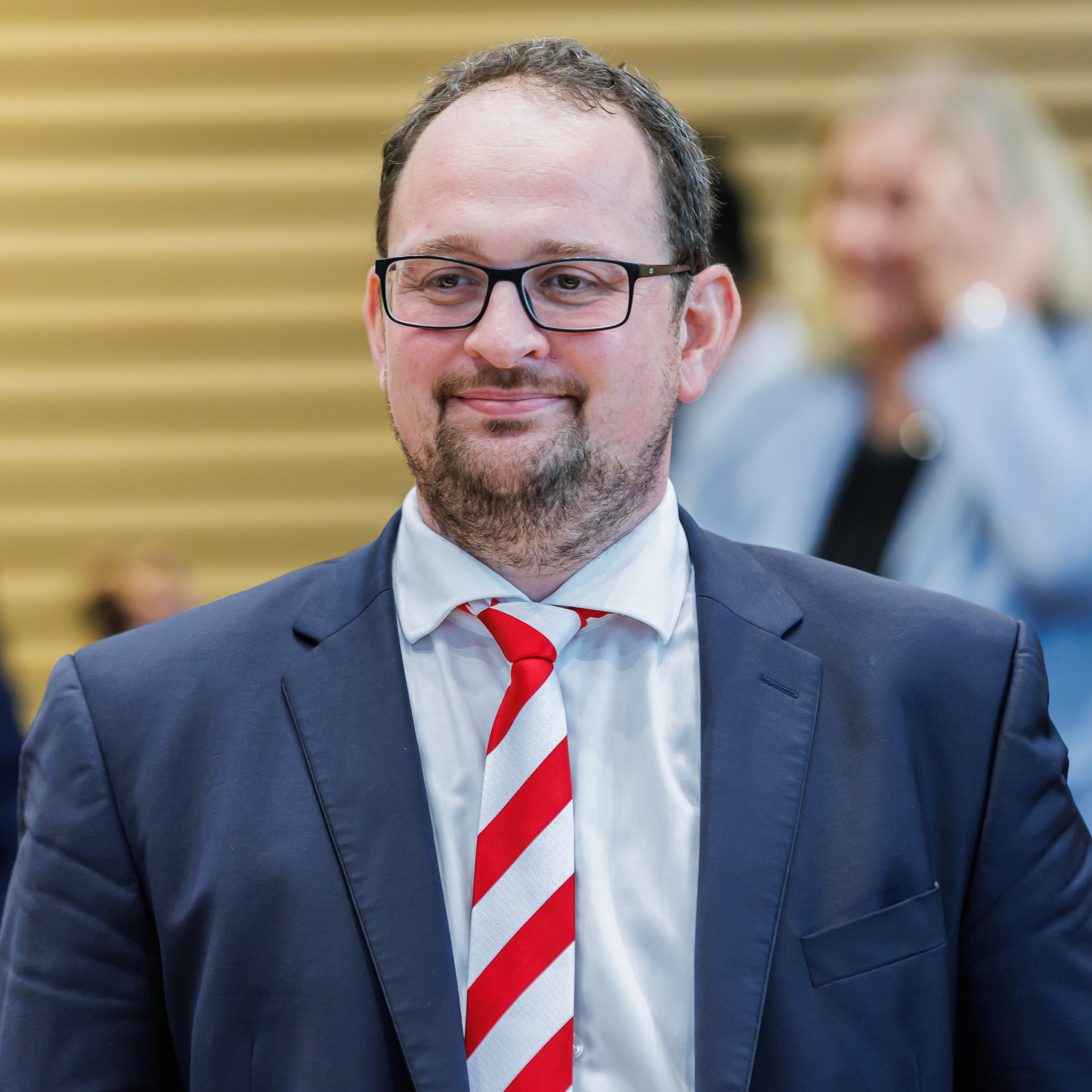
Thadäus König (* 1982)

- König, Theodor (1825–1891), deutscher Bierbrauer und Unternehmer, Gründer der König-Brauerei
- König, Thomas (* 1961), deutscher Politikwissenschaftler
- König, Thomas (* 1963), deutscher Handballspieler und -trainer
- König, Thomas (* 1964), österreichischer Sportreporter
- König, Thomas (* 1990), österreichischer Skirennläufer
- König, Tilman (* 1979), deutscher Filmregisseur und -produzent
- König, Tomke (* 1966), deutsche Soziologin und Hochschullehrerin
- König, Traugott (1934–1991), deutscher Übersetzer

##### Konig, U
- König, Uli (* 1981), deutscher Politiker (Piratenpartei)
- König, Ulrich (* 1949), deutscher Drehbuchautor und Regisseur
- König, Ute (* 1960), deutsche Diplomatin

##### Konig, V
- König, Valentin, polnisch-sächsischer Akziseinspektor und Historiker
- König, Viola (* 1952), deutsche Ethnologin
- König, Vivien (* 1998), deutsche Schauspielerin

##### Konig, W
- König, Walfried (* 1938), deutscher Ministerialbeamter
- König, Walter (1859–1936), deutscher Physiker
- König, Walter (1878–1964), deutscher Chemiker
- König, Walter (1891–1971), deutscher Veterinär
- König, Walter (1893–1977), deutscher NDPD-Funktionär, MdV, thüringischer Finanzminister
- König, Walter (1908–1985), Schweizer Politiker (LdU)
- König, Walter (1908–2003), Schweizer Politiker (SP)
- König, Walther (* 1939), deutscher Buchhändler
- König, Werner (1931–2018), deutscher Musikwissenschaftler, Musikpädagoge und Komponist
- König, Werner (* 1943), deutscher Germanist
- König, Wilfried (1928–2001), deutscher Ingenieur, Institutsleiter, Professor an der RWTH Aachen
- König, Wilfried (1939–2004), deutscher Chemiker
- König, Wilhelm, österreichischer Maler und Museumsdirektor
- König, Wilhelm (1810–1857), Kaufmann und Abgeordneter
- König, Wilhelm (1834–1891), Schweizer Beamter, Literat und Journalist in Berndeutsch
- König, Wilhelm (* 1884), deutscher Politiker (SPD, KPD), MdL Preußen
- König, Wilhelm (1905–1984), deutscher Arbeitsrichter, Bundesrichter in Kassel
- König, Wilhelm H. (1906–1978), deutscher Schauspieler bei Bühne und Film
- König, Wilhelm Karl (* 1935), deutscher Autor
- König, Wilhelm von (1833–1904), Landrat Obertaunuskreis
- König, Willi (1884–1955), deutscher Meteorologe
- König, Willi (1907–1983), deutscher Politiker und Abgeordnete (KPD, SED)
- König, Winfried (1932–2015), deutscher römisch-katholischer Geistlicher und Apostolischer Visitator für die Katholiken des Erzbistums Breslau
- König, Wolfgang (* 1943), deutscher Mediziner, Mikrobiologe und Immunologe
- König, Wolfgang (* 1947), deutscher Musiklehrer, Musikschulleiter und Musicalkomponist
- König, Wolfgang (1949–2025), deutscher Technikhistoriker
- König, Wolfgang (* 1951), deutscher Wirtschaftsinformatiker und Hochschullehrer
- König, Wolfgang (* 1965), deutscher Mathematiker
- König, Wolfram (* 1958), deutscher Ingenieur und Präsident des Bundesamtes für die Sicherheit der nuklearen Entsorgung

##### Konig, Y
- König, York-Egbert (* 1949), deutscher Historiker und Autor

#### Konig-

##### Konig-H
- König-Hollerwöger, Franz (1914–1995), österreichischer Baumeister, Architekt, Maler, Keramiker, Kunstexperte und -sammler

##### Konig-L
- König-Lorinser, Minna (1849–1893), österreichische Malerin

##### Konig-P
- König-Preuss, Katharina (* 1978), deutsche Politikerin (Die Linke), MdLKatharina König-Preuss (* 1978)

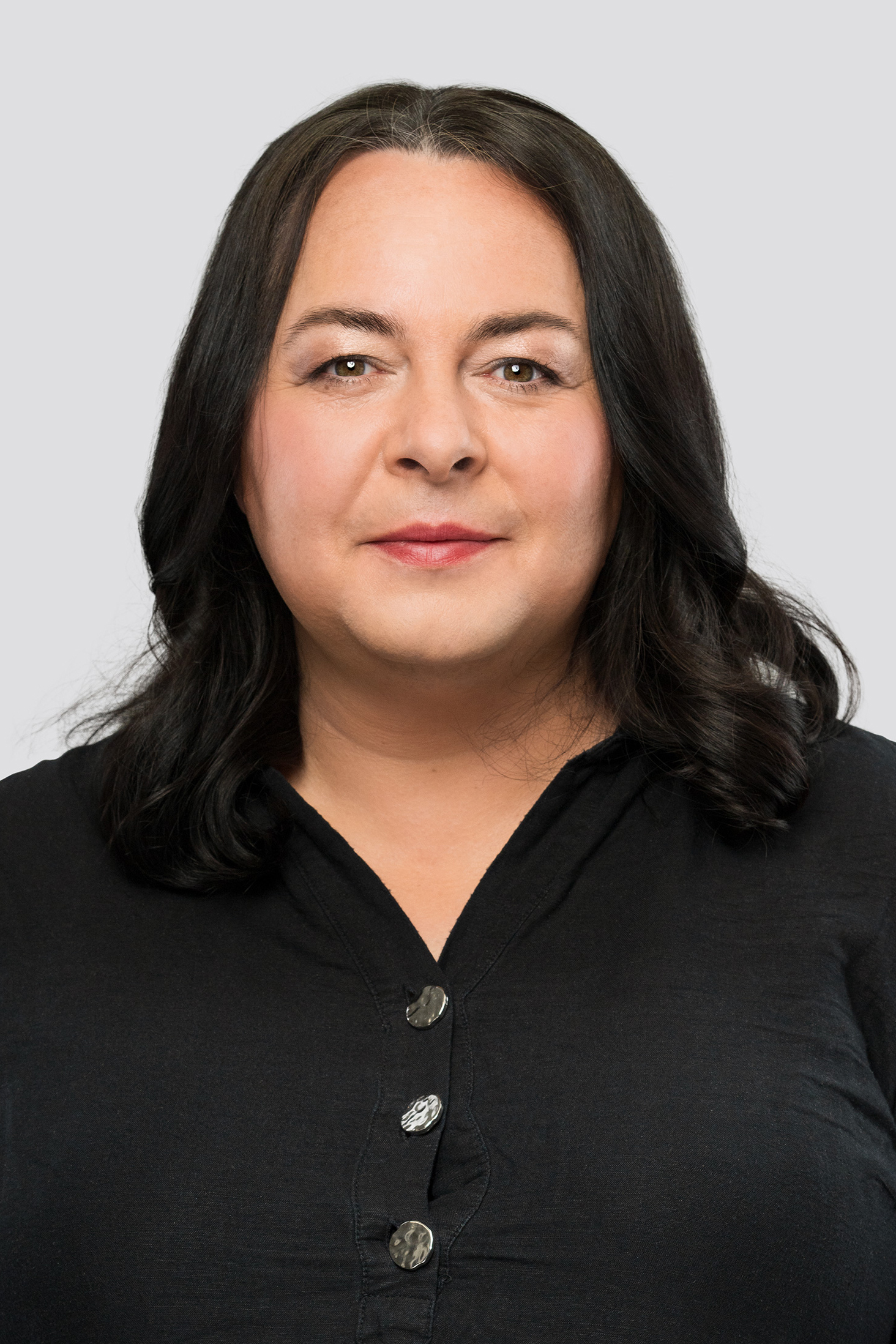
Katharina König-Preuss (* 1978)

##### Konig-R
- König-Rannenberg, Adrian (* 1993), deutsch-peruanischer Leichtathlet
- König-Rothemund, Carmen (* 1948), deutsche Politikerin (SPD), MdL

##### Konig-S
- König-Salmi, Vroni (* 1969), Schweizer Orientierungsläuferin
- König-Schalinski, Renate (1942–2011), deutsche Malerin, Bildhauerin und Emailleurin

##### Konig-V
- König-Vialkowitsch, Gaby (* 1971), deutsche Fußballspielerin

##### Konig-W
- König-Warthausen, August von (1831–1906), deutscher Jurist
- König-Warthausen, Richard von (1830–1911), deutscher Naturforscher
- König-Warthausen, Wilhelm von (1793–1879), württembergischer Soldat und Politiker

#### Konigb
- Königbauer, Heinrich (1876–1929), deutscher Politiker (Zentrum, BVP)

#### Konige
- Königer, Franz Friedrich (1814–1885), Landtagsabgeordneter Großherzogtum Hessen
- Königer, Rudolf (1879–1954), deutscher Jurist und Politiker, Bürgermeister von Delmenhorst
- Königer, Stefan (* 1963), deutscher Eishockeyspieler
- Königer, Steffen (* 1972), deutscher Politiker (AfD), MdL
- Königer, Veit (1729–1792), Südtiroler Bildhauer

#### Konigf
- Königfeld, Peter, deutscher Kunsthistoriker und Denkmalpfleger

#### Konigh
- Könighofer, Philipp (* 1990), österreichischer Politiker der Freiheitlichen Partei Österreichs (FPÖ)

#### Konigi
- Königin Ester, Frau des persischen Königs Ahasveros (Xerxes I.)Ester

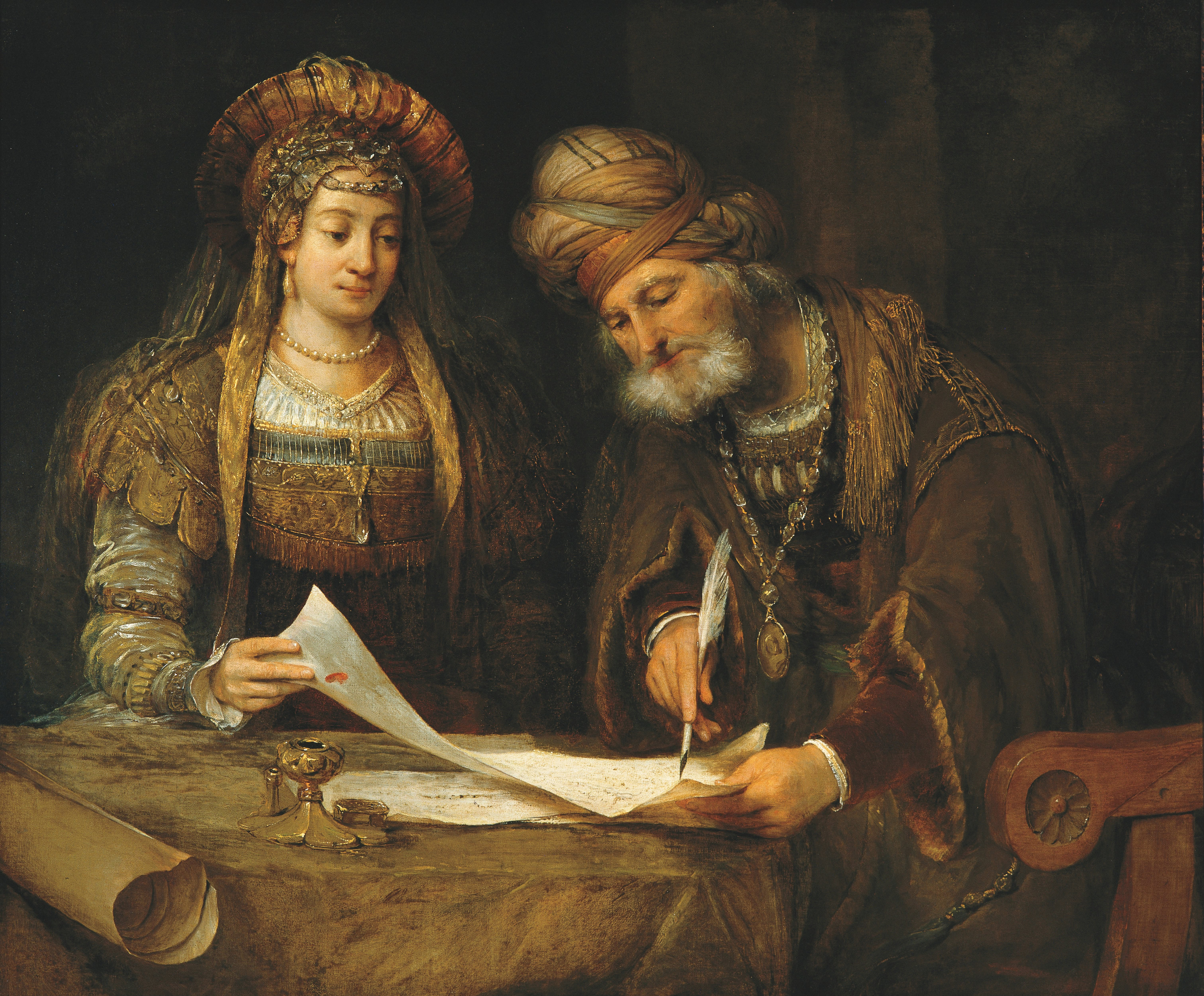
Ester

- Königin Weimu († 1035), tangutische Kaiserin

#### Konigk
- Königk-Tollert, Alexander (1811–1880), deutscher Theaterschauspieler, -direktor und Dramatiker

#### Konigs
- Königs, Aaron (* 1994), deutscher Fernsehdarsteller
- Königs, Arnold (1871–1960), deutscher Architekt
- Königs, Carl Ludewig Johannes (1808–1869), deutscher Politiker
- Königs, Frank G. (1955–2019), deutscher Sprachwissenschaftler und Hochschullehrer
- Königs, Hans (1903–1988), deutscher Architekt und Denkmalpfleger
- Königs, Marco (* 1990), deutscher Fußballspieler
- Königs, Rolf (* 1941), deutscher Fußball-Funktionär
- Königs, Thomas (1956–2019), deutscher klassischer Gitarrist und Musikdozent
- Konigsberg, Bill (* 1970), US-amerikanischer Journalist und Schriftsteller
- Königsberg, Josef (1924–2023), polnischer und deutscher Journalist
- Königsberg, Matthew (* 1956), deutscher Japanologe
- Königsberg, Sigmount A. (* 1960), deutscher Antisemitismusbeauftragter der Berliner Jüdischen Gemeinde
- Königsberger, Erich (* 1956), österreichischer Polizeibeamter und Politiker (FPÖ), Landtagsabgeordneter
- Königsberger, Felix (1884–1945), deutscher Arzt
- Königsberger, Ignaz (1849–1925), österreichischer Fotograf in Sarajevo
- Königsberger, Konrad (1936–2005), deutscher Mathematiker
- Königsberger, Otto (1908–1999), deutsch-britischer Architekt, Städteplaner und Hochschullehrer
- Königsberger, Paul (* 1871), deutscher Reichsgerichtsrat
- Königsberger-Ludwig, Ulrike (* 1965), österreichische Politikerin (SPÖ), Abgeordnete zum Nationalrat, LandesrätinUlrike Königsberger-Ludwig (* 1965)

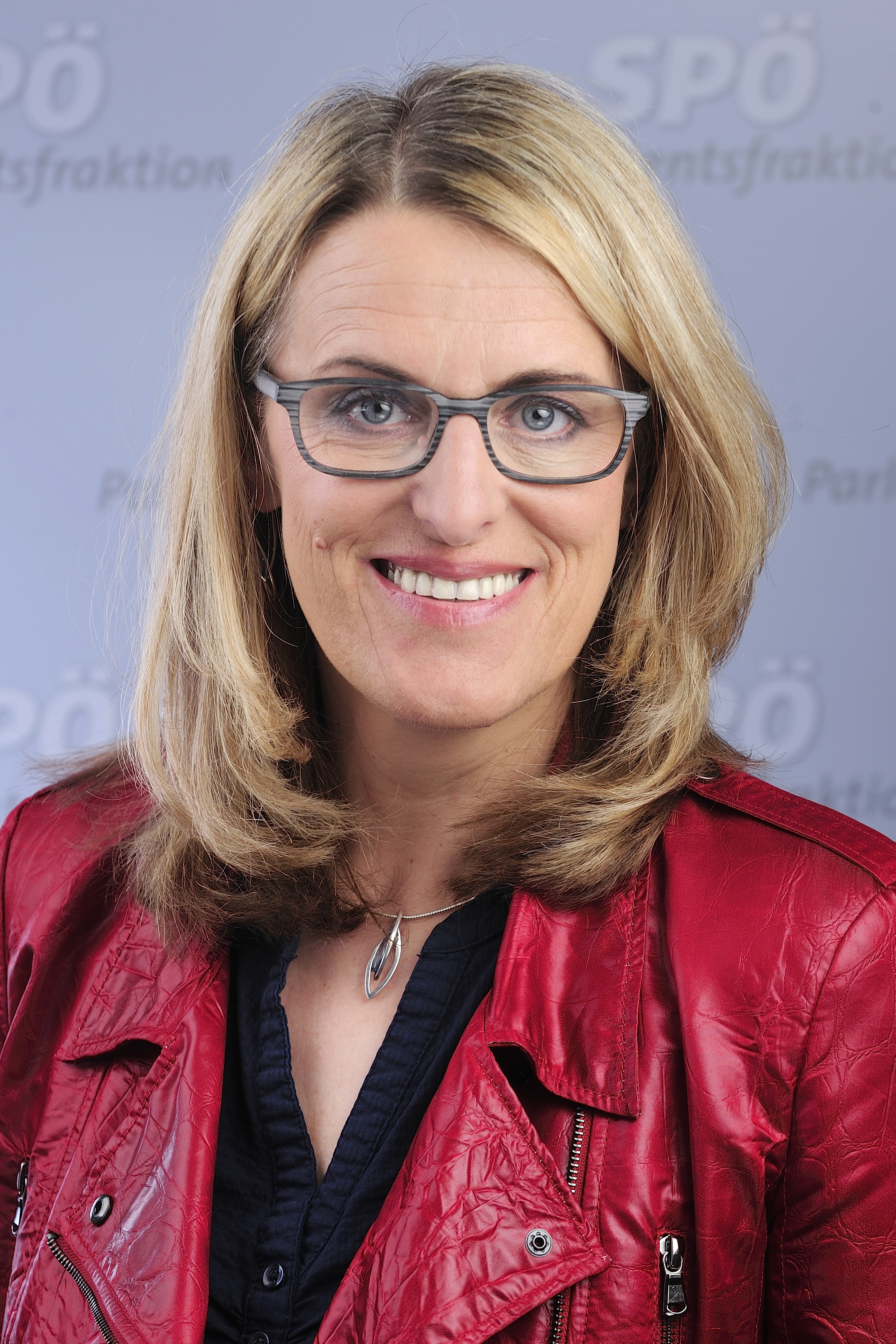
Ulrike Königsberger-Ludwig (* 1965)

- Königsbrück, Robert Alexander Naumann zu (1929–2014), deutsch-US-amerikanischer Physikochemiker
- Königsbrun, Romana (* 1970), österreichische Diplomatin
- Königsbrunn, Hermann von (1823–1907), österreichischer Landschaftsmaler
- Königsdorf, Heinrich (1877–1950), deutscher Maler und Jurist
- Königsdorf, Helga (1938–2014), deutsche Mathematikerin und Schriftstellerin
- Königsdorfer, Cölestin (1756–1840), Abt des Benediktinerklosters Kloster Heilig Kreuz Donauwörth
- Königsdorfer, Walter (1907–2006), deutscher Jurist und Politiker (CSU)
- Königsdorff, August von (1783–1854), preußischer Landrat
- Königsdorff, Carl Ludwig Silvius Wilhelm von (1773–1841), preußischer Landrat
- Königsdorff, Carl Sylvius von (1742–1821), preußischer Adliger
- Königsdorff, Felix von (1835–1924), deutscher Verwaltungsbeamter, Gutsbesitzer und Politiker
- Königsdörffer, Christian Wilhelm August (1781–1851), deutscher Beamter
- Königsdörffer, Hermann (1812–1889), deutscher evangelisch-lutherischer Pfarrer und Autor
- Königsdörffer, Ransford (* 2001), deutsch-ghanaischer FußballspielerRansford Königsdörffer (* 2001)

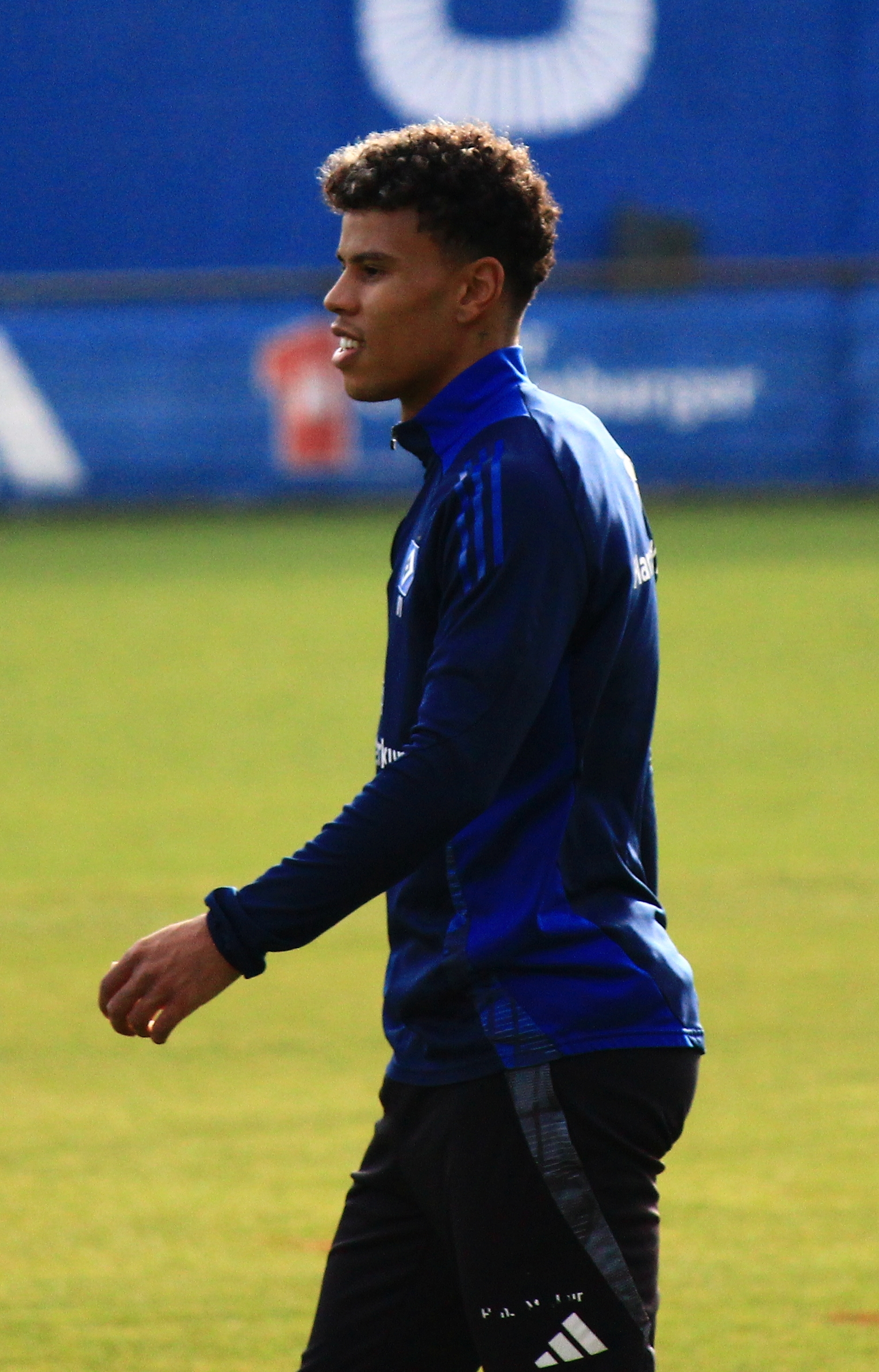
Ransford Königsdörffer (* 2001)

- Königseck, Bernhard von (1587–1653), preußischer Staatsmann
- Königseder, Angelika (* 1966), deutsche Historikerin
- Königseder, Karl (* 1943), österreichischer Schriftsteller und Psychiater
- Königsegg, Adda von (1872–1945), deutsche Krankenschwester und Schriftstellerin
- Königsegg, Anna Bertha (1883–1948), österreichische Nonne, Krankenschwester und Widerstandskämpferin gegen den Nationalsozialismus
- Königsegg, Karl Ferdinand von (1696–1759), deutscher habsburgischer Verwaltungsbeamter und Diplomat
- Königsegg, Pauline von (1830–1912), österreichische Hofdame
- Königsegg-Aulendorf, Alfred von (1817–1898), österreichischer General
- Königsegg-Aulendorf, Karl Aloys von (1726–1796), Weihbischof in Köln
- Königsegg-Rothenfels, Berthold von (1593–1663), deutscher römisch-katholischer Geistlicher, Domherr in Köln
- Königsegg-Rothenfels, Christian Moritz von (1705–1778), österreichischer Feldmarschall
- Königsegg-Rothenfels, Hugo Franz von (1660–1720), Bischof von Leitmeritz
- Königsegg-Rothenfels, Johann Jacob von (1590–1664), Domherr in Köln
- Königsegg-Rothenfels, Joseph Lothar von (1673–1751), österreichischer Feldmarschall
- Königsegg-Rothenfels, Leopold Wilhelm von (1630–1694), Vizepräsident des Reichshofrates und Reichsvizekanzler
- Königsegg-Rothenfels, Maria Karolina von (1707–1774), Äbtissin des Damenstifts Buchau
- Königsfeld, Johann Georg von (1679–1750), bayerischer Konferenzminister und Reichsvizekanzler
- Königsfeld, Joseph Anton von (1749–1805), bayerischer Prälat und Landschaftsverordneter
- Königsfeld, Katharina (* 1988), deutsche Pianistin
- Königsgarten, Ernst (1880–1942), österreichischer Geschäftsmann, Privatier und Fechter
- Königshaus, Franz (1906–1993), deutscher SS-Hauptsturmführer
- Königshaus, Hellmut (* 1950), deutscher Politiker (FDP), MdBHellmut Königshaus (* 1950)

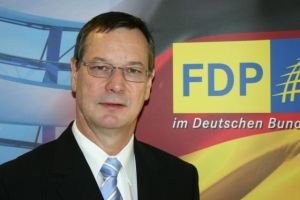
Hellmut Königshaus (* 1950)

- Königsheim, Arthur Willibald (1816–1886), sächsischer Ministerialrat, Begründer des Blasewitzer Waldparks
- Königshofen, Norbert (* 1943), deutscher Politiker (CDU), MdB
- Königshofer, Franz (1901–1970), österreichischer Komponist und Dirigent
- Königshofer, Karl (1787–1861), österreichischer Brauerei- und Realitätenbesitzer, Abgeordneter des österreichischen Reichstages (1848/49)
- Königshofer, Lukas (* 1989), österreichischer Fußballtorhüter
- Königshöfer, Oskar (1851–1911), deutscher Augenarzt
- Königshofer, Roland (* 1962), österreichischer Radrennfahrer
- Königshofer, Thomas (* 1969), österreichischer Radrennfahrer
- Königshofer, Ulrike (* 1981), österreichische zeitgenössische Künstlerin
- Königshofer, Werner (1953–2025), österreichischer Politiker (FPÖ, parteilos), Abgeordneter zum Nationalrat, Mitglied des Bundesrates
- Königslöw, Johann Benedikt Jakob von (1754–1841), deutscher evangelisch-lutherischer Geistlicher und Oratorien-Dichter
- Königslöw, Johann Wilhelm Cornelius von (1745–1833), deutscher Organist und Komponist
- Königslöw, Otto von (1824–1898), deutscher Violinist und Konzertmeister
- Königsmann, Christine (* 1996), deutsche Handballspielerin
- Königsmann, Christoph (* 1976), deutscher American-Football-Spieler
- Königsmann, Eberhard (1930–1980), deutscher Entomologe und Kurator
- Königsmann, Hans (* 1963), deutscher RaumfahrtingenieurHans Königsmann (* 1963)

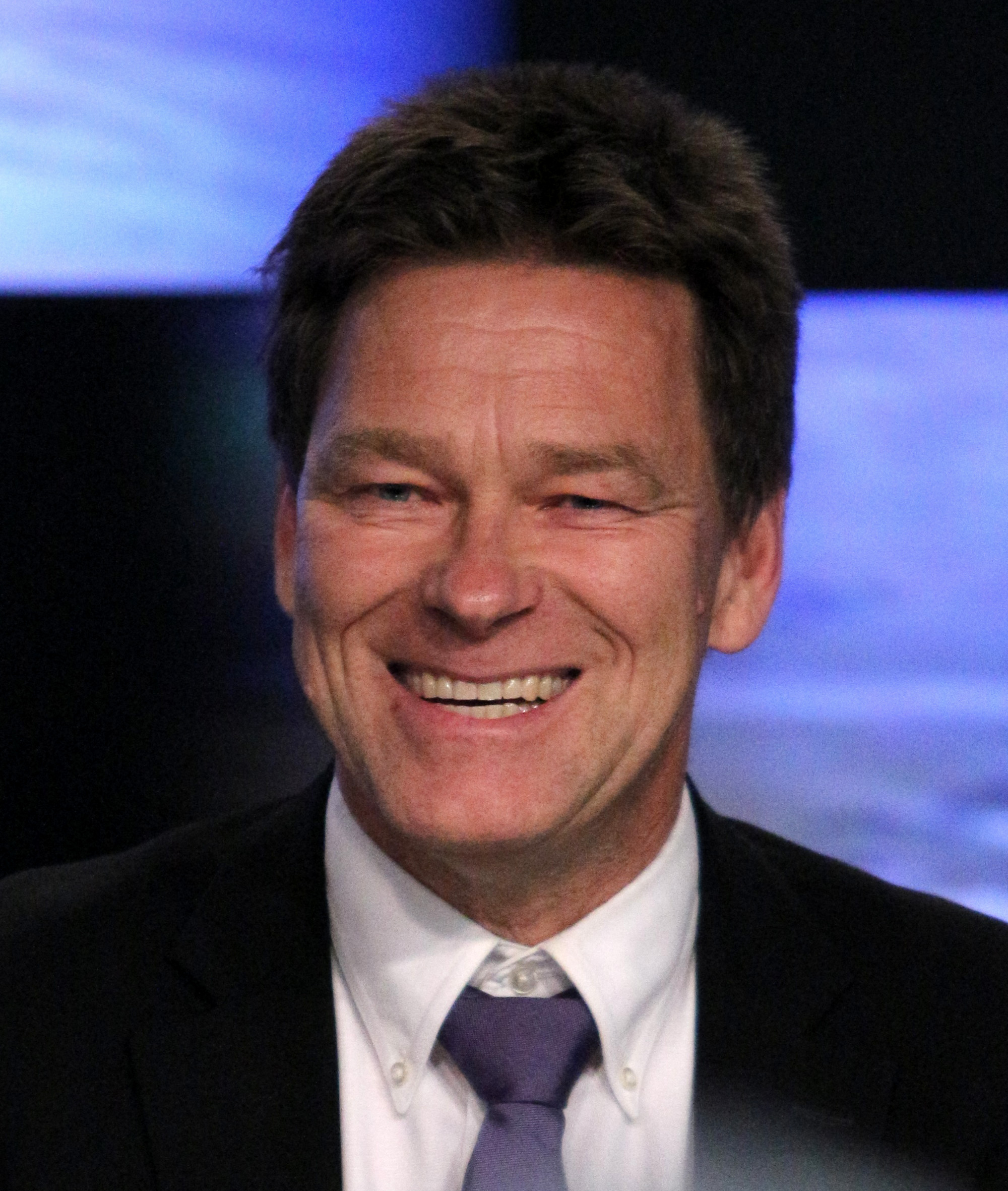
Hans Königsmann (* 1963)

- Königsmann, Timo (* 1997), deutscher Fußballtorhüter
- Königsmarck, Adam von (1570–1621), Domherr und Domdechant am Dom zu Brandenburg
- Königsmarck, Adolf von (1802–1875), preußischer Major und Landtagsabgeordneter
- Königsmarck, Amalie Wilhelmine von († 1740), Schwester der Maitresse von August dem Starken
- Königsmarck, Aurora von (1662–1728), Geliebte Augusts II. von SachsenAurora von Königsmarck (1662–1728)

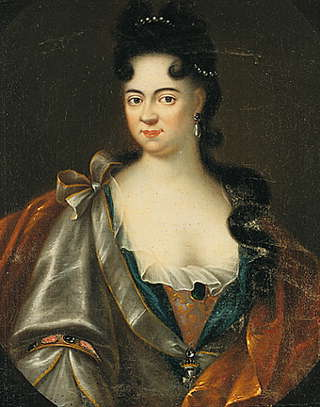
Aurora von Königsmarck (1662–1728)

- Königsmarck, Carl von (1839–1910), Gutsbesitzer, Reichstagsabgeordneter
- Königsmarck, Franz von († 1585), deutscher Scholaster am Domstift St. Mauritius in Magdeburg
- Königsmarck, Hans Christoph von (1605–1663), deutscher Heerführer in schwedischen Diensten während des Dreißigjährigen Krieges
- Königsmarck, Hans Christoph von (1701–1779), preußischer Generalmajor und Kommandeur des Regiments Nr. 23
- Königsmarck, Hans Karl von (1659–1686), deutsch-schwedischer Offizier, protestantischer Malteserritter und Abenteurer
- Königsmarck, Hans von (1799–1876), deutscher Botschafter, Gutsbesitzer, Herrenhausabgeordneter
- Königsmarck, Kurt Christoph von (1634–1673), niederländischer Generalleutnant, schwedischer Vizegouverneur in Stade, schwedischer Reichsfeldzeugmeister und Staatsmann
- Königsmarck, Otto II. von (1428–1501), deutscher Geistlicher (Römisch-Katholisch); Bischof in Havelberg (1494–1501)
- Königsmarck, Otto von (1815–1889), Oberpräsident und Landesminister
- Königsmarck, Otto Wilhelm von (1639–1688), General, Heerführer und Staatsmann in verschiedenen Diensten
- Königsmarck, Otto Wilhelm von (1840–1879), deutscher Rittergutsbesitzer und Parlamentarier
- Königsmarck, Philipp Christoph von (1665–1694), hannoverscher Offizier und Hofkavalier
- Königsmarck, Wilhelm von (1841–1923), deutscher Rittergutsbesitzer, Verwaltungsbeamter und Parlamentarier
- Königsmark, Varg (* 1992), deutscher Leichtathlet
- Königsperger, Marianus (1708–1769), deutscher Benediktiner, Komponist und Organist
- Königsrainer, Gerhard (* 1968), italienischer Skirennläufer
- Königstein, Fabienne (* 1992), deutsche LangstreckenläuferinFabienne Königstein (* 1992)

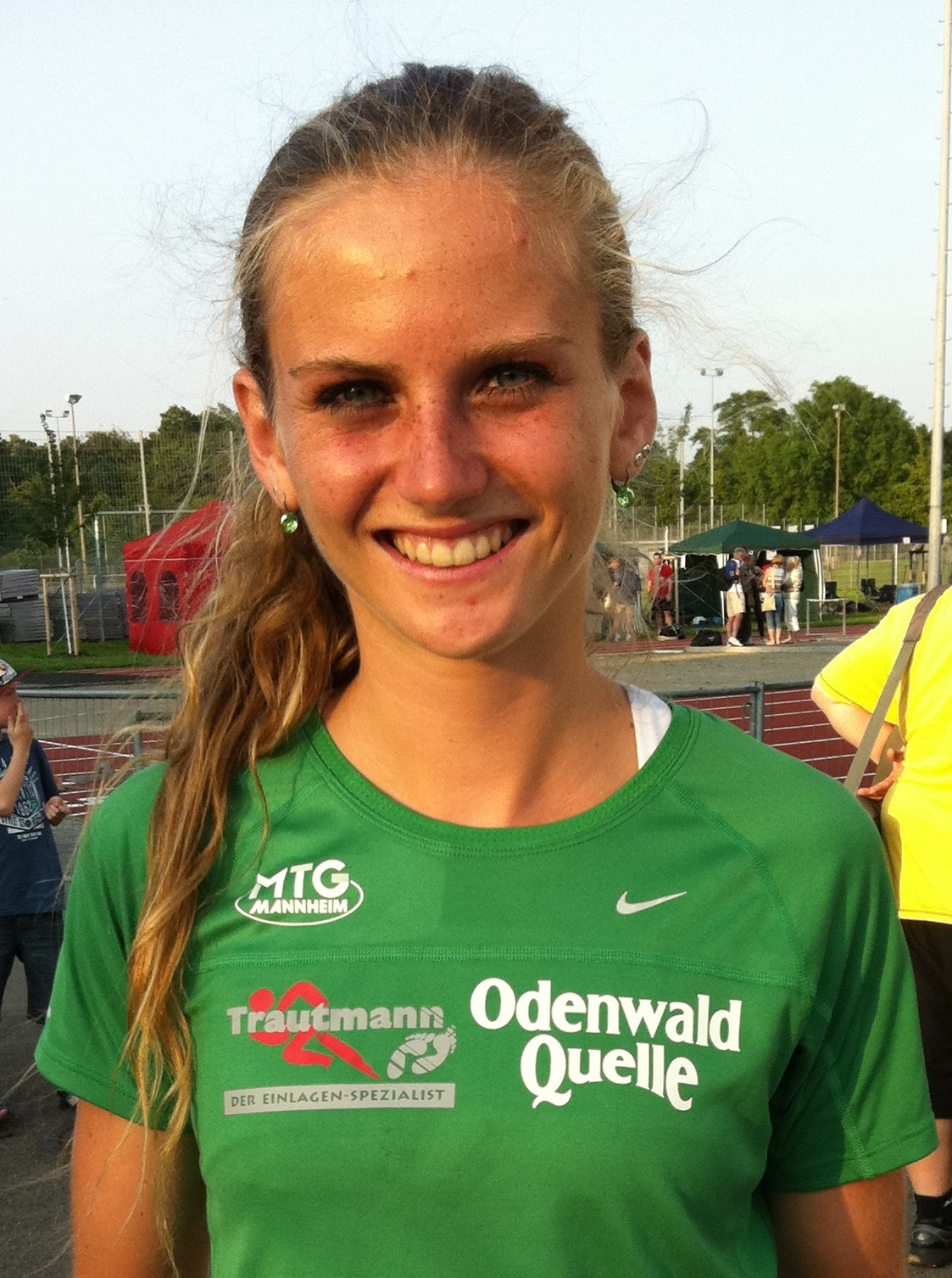
Fabienne Königstein (* 1992)

- Königstein, Georg (* 1937), österreichischer Maler
- Königstein, Horst (1945–2013), deutscher Regisseur und Drehbuchautor
- Königstein, Jacques (1897–1971), deutscher Karnevalist
- Königstein, Leopold (1850–1924), österreichischer Augenarzt
- Königstein, Manfred (* 1963), deutscher Ökonom und Hochschullehrer
- Königstetter, Käthe (1874–1940), österreichische Politikerin (SDAP), Gewerkschafterin und Näherin
- Königswarter, Charlotte von (1841–1929), österreichisch-jüdische Vereinsfunktionärin und Philanthropin
- Königswarter, Isaac Löw (1818–1877), Mäzen
- Königswarter, Jonas von (1807–1871), österreichischer Bankier
- Königswarter, Julius von (1854–1918), deutscher Unternehmer und portugiesischer Generalkonsul
- Königswarter, Moritz von (1837–1893), österreichischer Bankier
- Königswarter, Simon (1774–1854), deutscher Bankier und Stifter
- Königswarter, Wilhelm (1809–1887), deutscher Stifter und Fürther Ehrenbürger
- Königswarter, Wilhelm (1890–1966), deutscher Politiker (SPD)
- Königswieser, Heinrich (* 1530), deutscher Maler
- Königswieser, Konrad (1903–1967), österreichischer Bankmanager
- Königswieser, Matthias (* 1981), österreichischer Kameramann
- Königswieser, Roswita (* 1943), österreichische Manager-Trainerin, Organisationsberaterin

### Konih
- Konihowski, Diane (* 1951), kanadische Fünfkämpferin, Weitspringerin, Hürdenläuferin und Kugelstoßerin

### Konij
- Konijnenberg, Sanne (* 2004), niederländische Volleyballspielerin
- Konijnenburg-van Cittert, Han van (* 1943), niederländische Paläobotanikerin

### Konik
- Konik, Bernhard (* 1960), deutscher Fußballspieler
- Konik, Konstantin (1873–1936), estnischer Mediziner und Politiker, Mitglied des Riigikogu
- Konikiewicz, Wojciech (* 1956), polnischer Komponist, Jazz- und Improvisationsmusiker
- Konikowski, Jerzy (* 1947), deutscher Schachspieler polnischer Herkunft

### Konin
- Kōnin (709–782), 49. Kaiser von Japan (770–781)
- Koninck, Philips de (* 1619), niederländischer Maler und Zeichner
- Koninck, Salomon (1609–1656), niederländischer Maler und Radierer
- Koning, Aad de (1928–2010), niederländischer Eisschnellläufer
- Koning, Arnold Hendrik (1860–1945), niederländischer Genre- und Landschaftsmaler
- Koning, Bart (* 1957), niederländischer Maler
- Koning, Coen de (1879–1954), niederländischer Eisschnellläufer
- Koning, Elisabeth (1917–1975), niederländische Sprinterin
- Koning, Elisabeth Johanna (1816–1887), niederländische Malerin und Zeichnerin von Stillleben
- Koning, Jan de (1926–1994), niederländischer Politiker (ARP, CDA), Minister
- Koning, Johanna (1923–2006), niederländische Leichtathletin
- Koning, Josine (* 1995), niederländische Hockeyspielerin
- Koning, Krijn de (* 1963), niederländischer Installationskünstler
- Koning, Louis de (* 1967), niederländischer Radsportler
- Koning, Marcelien de (* 1978), niederländische Seglerin
- Koning, Mathijs De (* 1949), niederländischer Radrennfahrer
- Koning, Michel (* 1984), niederländischer Tennisspieler
- Koning, Rikke de (* 2003), niederländische Tennisspielerin
- Koning, Rita de, niederländische Fußballspielerin
- Köninger, Angela (* 1976), deutsche Frauenärztin und Hochschullehrerin
- Köninger, Dominik, deutscher Opernsänger (Bariton)
- Konings, Ad (* 1956), niederländischer Ichthyologe
- Koningsberger, Jacob Christiaan (1867–1951), niederländischer Botaniker und Politiker
- Koningsveld, Jan van (* 1969), deutscher Gedächtnissportler
- Konink, Mila (* 2005), niederländische Volleyball- und Beachvolleyballspielerin
- Koninsky, Sadie (1879–1952), amerikanische Komponistin, Musikverlegerin und Musikpädagogin

### Konir
- Konir, Fritz (1907–1972), österreichischer Gewerkschafter und Politiker (SPÖ), Landtagsabgeordneter, Abgeordneter zum Nationalrat

### Konis
- Konishi, Hinata (* 2001), japanischer Fußballspieler
- Konishi, Katsuyuki (* 1973), japanischer SynchronsprecherKatsuyuki Konishi (* 1973)

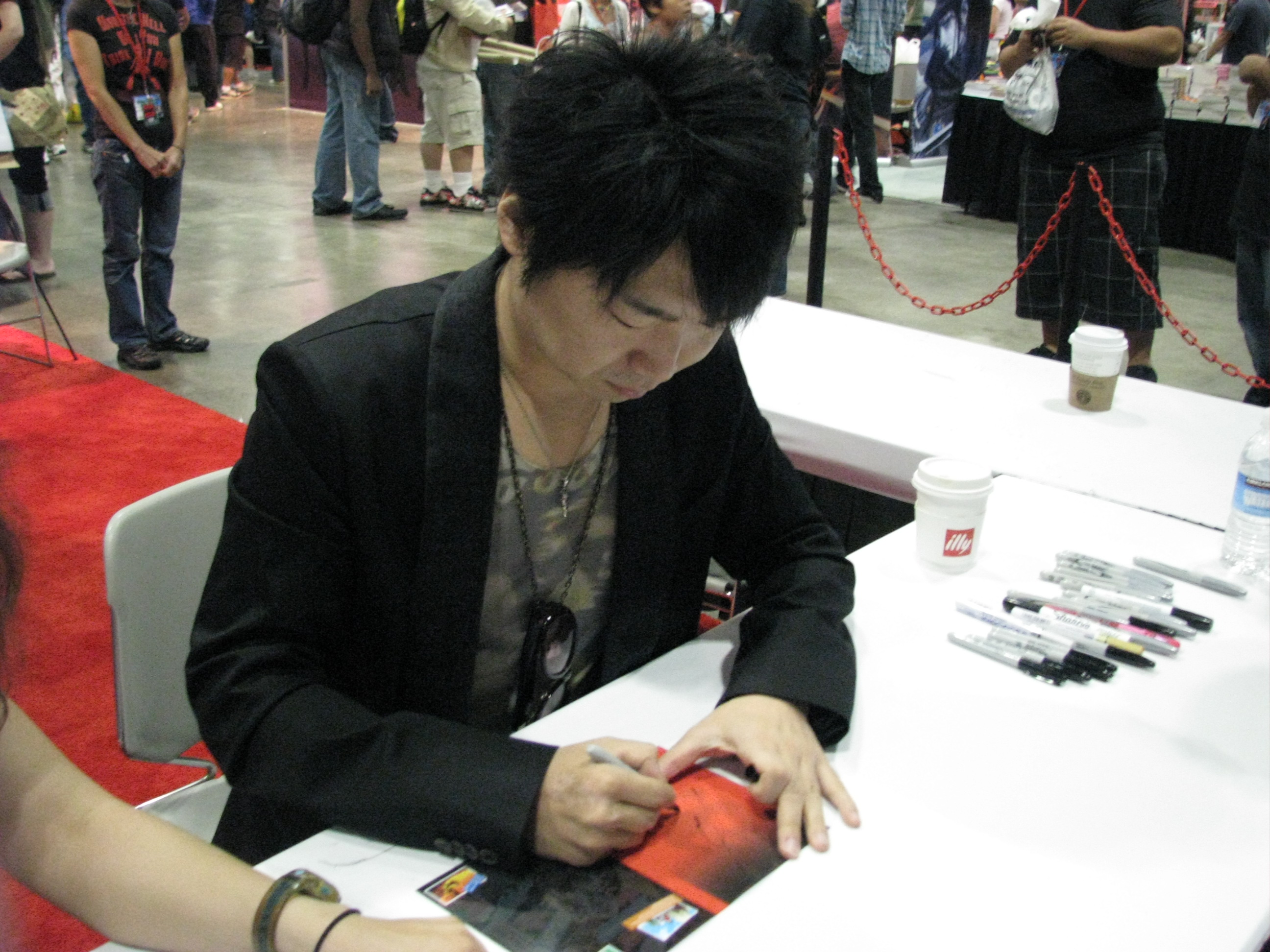
Katsuyuki Konishi (* 1973)

- Konishi, Raizan (1654–1716), japanischer Haiku-Poet
- Konishi, Yūdai (* 1998), japanischer Fußballspieler
- Konishi, Yukinaga († 1600), japanischer Kriegsherr
- Konishi, Yūta (* 1990), japanischer Hürdenläufer
- Konishiki Yasokichi (1866–1914), japanischer Sumōringer und 17. Yokozuna
- Konishiki, Yasokichi (* 1963), japanischer Sportler, SumōringerKonishiki Yasokichi (* 1963)

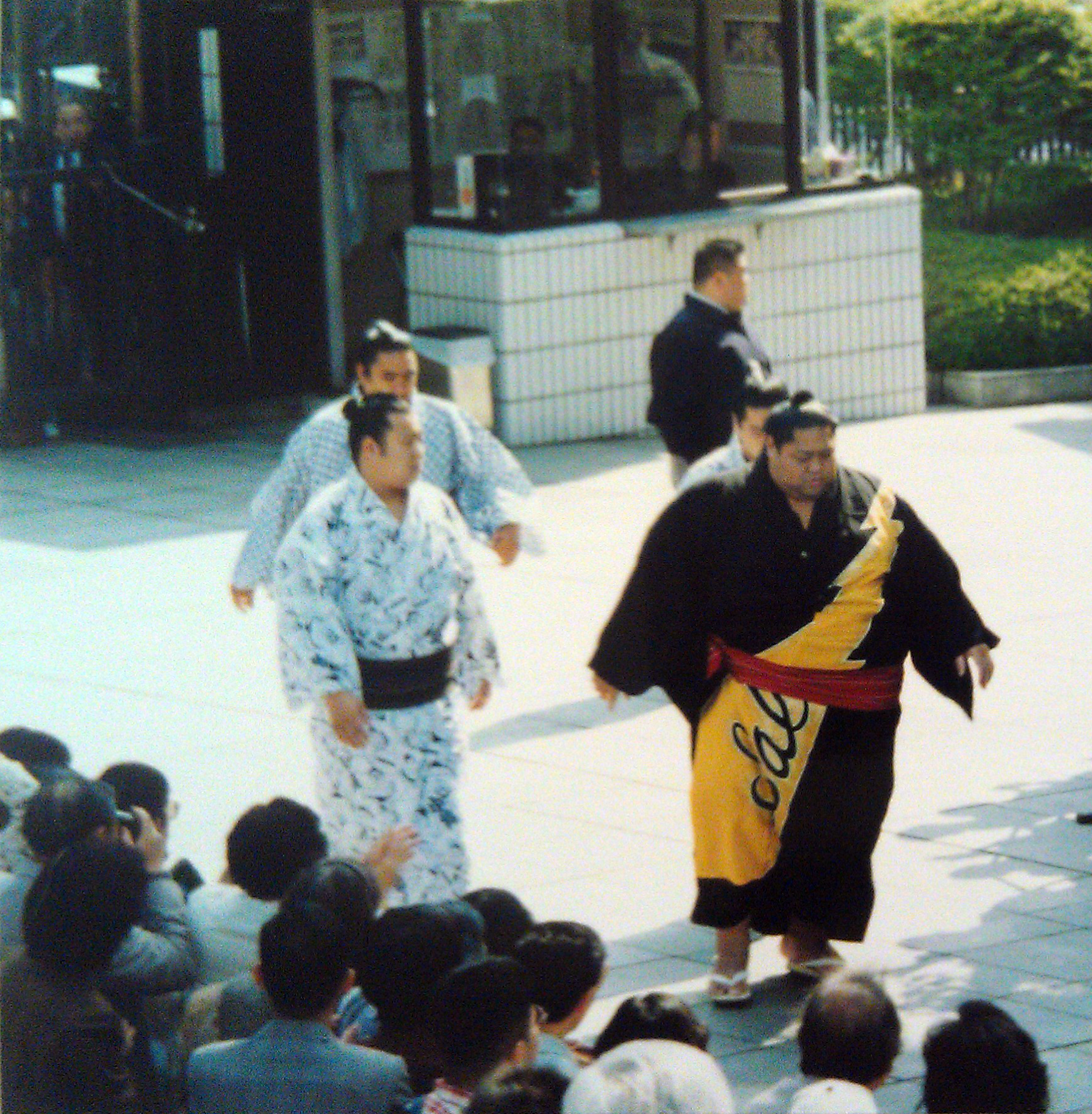
Konishiki Yasokichi (* 1963)

- Koniszewski, Dorothea (* 1979), deutsche Schauspielerin

### Konit
- Konitschschewa, Irina (* 2007), kasachische Siebenkämpferin
- Könitz, Albert von (1842–1925), bayerischer General der Kavallerie
- Könitz, Anton von (1779–1837), deutscher Hauptmann und Politiker
- Könitz, Barbara (* 1940), deutsche Politikwissenschaftlerin
- Konitz, Bartosz (* 1984), niederländisch-polnischer Handballspieler
- Könitz, Christian Ferdinand von (1756–1832), deutscher Staatsminister
- Könitz, Franz Ludwig von (1780–1840), deutscher Offizier und Politiker
- Konitz, Franziska (* 1986), deutsche Judoka
- Könitz, Heinrich Gottlieb von (1725–1790), preußischer Generalmajor, zuletzt Chef des Infanterieregiments Nr. 17
- Konitz, Lee (1927–2020), US-amerikanischer Jazz-SaxophonistLee Konitz (1927–2020)

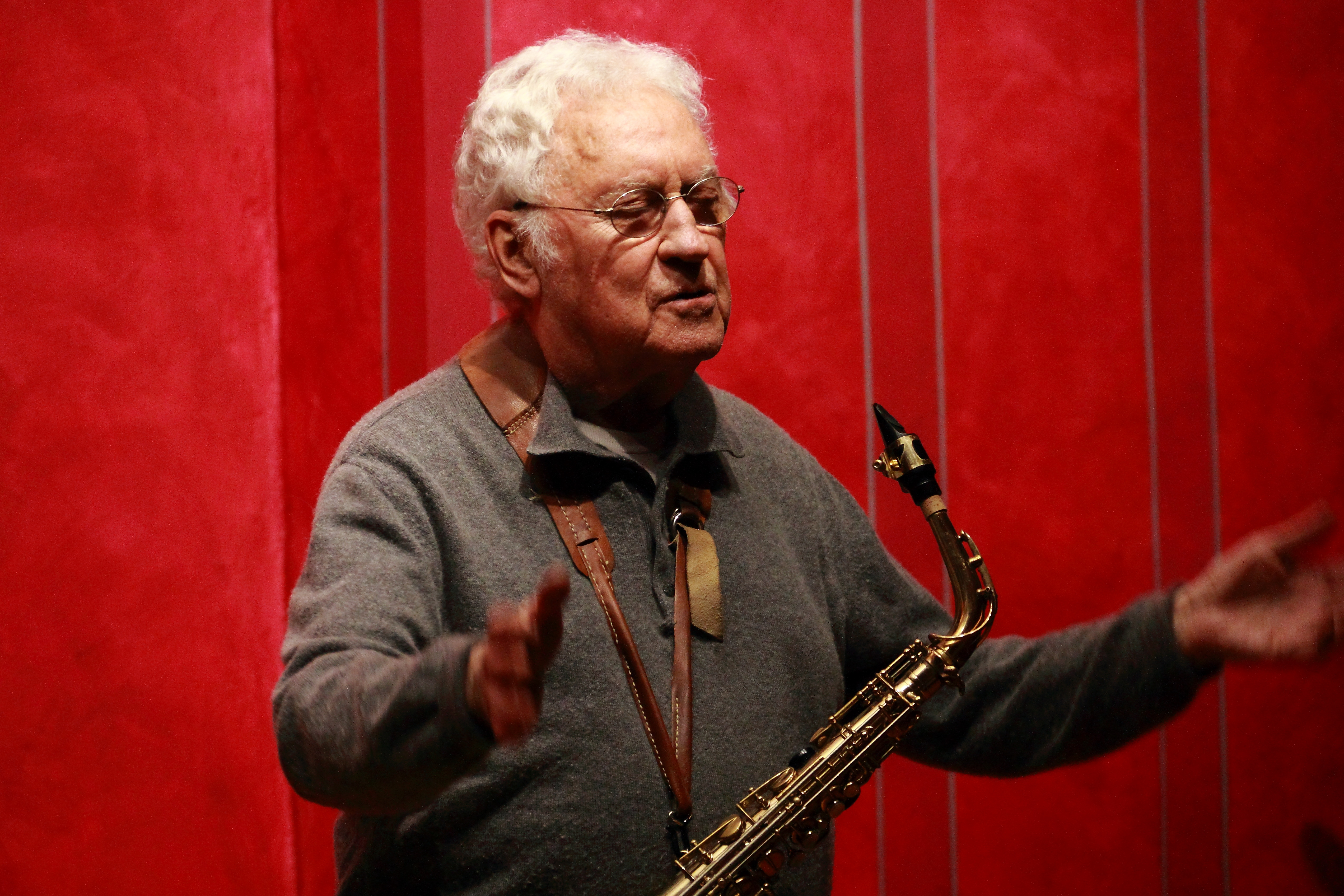
Lee Konitz (1927–2020)

- Konitz, Otfried (1935–1977), deutscher Geologe
- Konitzer, Friedel Jenny (1915–2013), deutsche Malerin und Grafikerin
- Könitzer, Georg (1818–1885), deutscher Maler
- Könitzer, Gerhard (1917–1999), deutscher Erfinder und Unternehmer
- Könitzer, Karl (1854–1915), Schweizer Architekt und Regierungsrat
- Konitzer, Michael-A. (* 1953), deutscher Publizist und Fachmann für digitale Kommunikation
- Konitzer, Paul (1894–1947), deutscher Hygieniker, Sozialmediziner und Gesundheitspolitiker
- Konitzer, Paul (1918–1982), deutscher Politiker (CDU der DDR)
- Konitzer, Ursula (1938–2004), deutsche Gewerkschafterin
- Konitzer, Werner (* 1955), deutscher Kulturwissenschaftler
- Könitzer, Willi Fr. (1905–1947), deutscher Journalist, Schriftsteller und Übersetzer
- Konitzky, Frances Theodora (1859–1940), deutsche Mäzenin, Stifterin des Konitzky-Stifts

### Koniu
- Koniusz, Błażej (* 1988), polnischer Tennisspieler
- Koniuszko, Wacław (1854–1900), polnischer Porträt- und Genremaler